# Jacques-René Hébert
Jacques-René Hébert (Alençon, 15 novembre 1757 – Parigi, 24 marzo 1794) è stato un giornalista e rivoluzionario francese.
Fondatore nel 1790 del giornale Le Père Duchesne, iscritto al Club dei Cordiglieri e a quello dei Giacobini, divenne il rappresentante, dopo gli arrabbiati, dell'ala più radicale della Rivoluzione francese, dagli avversari chiamata "gruppo degli esagerati" o hébertisti. Fu arrestato e giustiziato durante il Regime del Terrore.

## Biografia

### La giovinezza
Jacques-René fu il figlio di Jacques Hébert (1693-1766), e di Marguerite Bunaiche de La Houdrie (1724-1787). Suo padre, orafo di Alençon, era una « rispettabile » figura della città: proprietario di due case nel centro di Alençon e di una fattoria a Condé-sur-Sarthe, era tesoriere della chiesa Saint-Léonard e aveva rivestito la carica di primo giudice-console, di scabino e di luogotenente della milizia borghese. Rimasto vedovo nel 1751, si era risposato nel 1753 con Marguerite Bunaiche de La Houdrie, una ventinovenne di origini nobili che gli diede quattro figli: Jacqueline, nata nel 1755 ma morta in tenera età, Jacques-René nel 1757, Mélanie nel 1759 e Marguerite nel 1761.
Bambino « birichino e grazioso », quando il padre morì, nel 1766, fu mandato nel collegio di Alençon, da poco gestito, in luogo dei gesuiti, da preti secolari, in gran parte di scarse capacità. Il suo compagno di scuola Desgenettes definì Hébert un allievo pigro, mentre un suo accanito nemico riconobbe che egli, dotato di « disposizioni abbastanza felici », ottenne « qualche successo nel corso degli studi ». Terminati gli studi nel 1776 e deciso a diventare avvocato, s'impiegò in uno studio legale di Boissey.
Dividendo con altri i favori di Mme Coffin, piacente vedova di un farmacista, si mise nei guai. La notte del 16 maggio 1776 Hébert affisse sui muri di Alençon più copie di un manifesto anonimo nel quale, imitando scherzosamente lo stile giudiziario, qualificava di assassino un suo rivale, il dottor Clouet, e lo condannava al bando. Riconosciutone autore, fu denunciato e dopo un lungo processo, nel 1779 fu condannato a mille lire di risarcimento a favore del diffamato dottore. La somma era notevole ed Hébert preferì non pagare e lasciare la città, sottraendosi così all'arresto.

### A Parigi
Dopo un breve soggiorno a Rouen, nel 1780 Hébert arrivò a Parigi. Rimase presto senza denaro e furono anni di miseria, alleviata un poco dall'amico Desgenettes che nella capitale studiava medicina, da qualche lavoro saltuario - fece salassi per conto di un barbiere - dalla generosità di due graziose proprietarie di una salumeria e dal credito di un albergatore. Finalmente, Dorfeuille e Gaillard, direttori del Théâtre des Variétés, ai quali Hébért aveva proposto certe sue commedie, nel 1786 gli offrirono un impiego in teatro.
Lavorò come magazziniere, poi come addetto ai biglietti e infine alla locazione, accompagnando dame e signori ai palchi loro assegnati. Il 28 agosto 1787, dopo la morte della madre avvenuta il 28 gennaio, ricevette la sua parte di eredità, consistente in 500 lire. Se le sue condizioni economiche erano soddisfacenti, egli non doveva però amare il suo lavoro, perché dopo quasi due anni lo lasciò improvvisamente nel novembre del 1788.
Sull'episodio interverrà alla fine del 1793 Camille Desmoulins, suo nemico politico, per sostenere che Hébert fu licenziato per aver rubato dei biglietti del teatro. Hébert rispose con un opuscolo, nel quale citava un'amichevole lettera del direttore Gaillard che gli dichiarava la sua stima e il dispiacere per la sua improvvisa partenza. Turbat afferma, sulla scorta della testimonianza rilasciata da Mme Dubois nell'istruttoria del processo del 1794 contro Hébert, che egli avrebbe sottratto 3.000 lire dalle casse del teatro. Il particolare non risulta però nella deposizione resa in udienza dalla Dubois.

### La Rivoluzione. Primi scritti

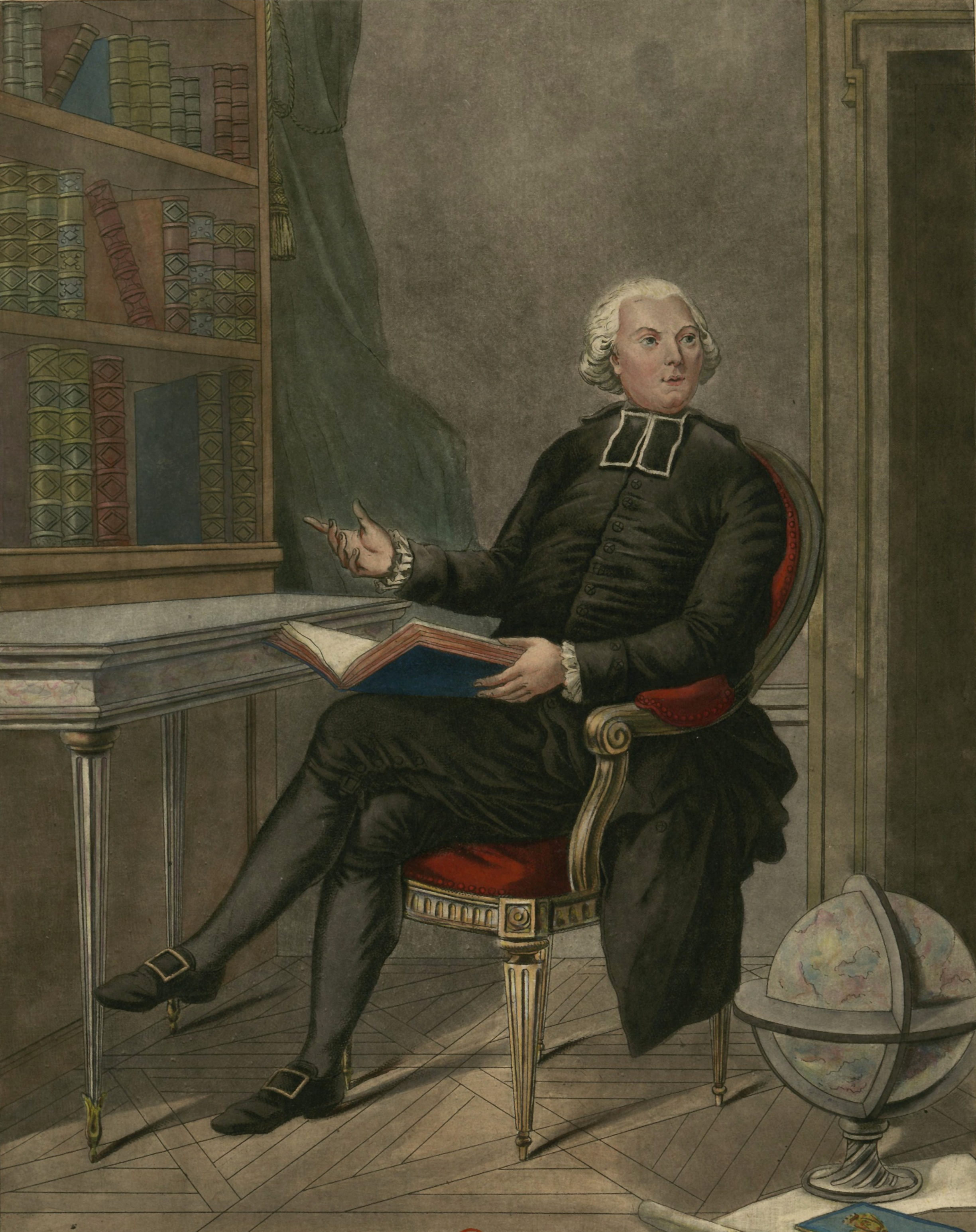
L'abbé Jean Maury

Privo, come tanti, del diritto di voto, alla convocazione degli Stati Generali dovette contentarsi di partecipare alle riunioni popolari che si tenevano giornalmente nei giardini del Palais Royal e per qualche tempo, nei giorni della presa della Bastiglia, fece parte della guardia nazionale. Sfrattato per morosità, fece la conoscenza del dottor Boisset, un suo conterraneo che viveva a pensione dalla vedova Dubois, editrice e libraia presso il boulevard du Temple, a condizione di fornirle periodicamente qualche suo scritto.
Boisset gli mise a disposizione un suo appartamento a Belleville e gli propose di scrivere per suo conto una brochure, La Lanterna magica, che del resto fu pubblicata anonima. Recensita favorevolmente l'11 febbraio 1790 dall'Observateur di Feydel, in essa Hébert, che esalta la rivoluzione in corso, appare politicamente come un monarchico costituzionalista, pur essendo molto polemico nei confronti della nobiltà e del clero, che egli descrive come i cattivi geni della monarchia.
Subito dopo aver consegnato all'editore il suo lavoro, Hébert scomparve, portandosi via due materassi e della biancheria appartenente al dottor Boisset, che impegnò al Monte di Pietà. Il legittimo proprietario si accontenterà, qualche settimana dopo, di un risarcimento in denaro. Può darsi che Hébert avesse giudicato insufficiente il compenso ricevuto per la sua prima fatica letteraria e si fosse risarcito a modo suo: è certo che egli si era scoperto scrittore e giornalista e già il 21 febbraio apparve il primo numero di un suo periodico, il Petit Carême de l'abbé Maury ou Sermons prêchés à l'Assemblée des enragés.
Sono degli opuscoli che, utilizzando il tipico linguaggio dei predicatori, prendono di mira l'abate Maury, il brillante oratore, difensore della monarchia e degli ordini privilegiati. Nello stesso tempo, Hébert mostra di stare dalla parte dei più poveri, di coloro che a mala pena « mangiano un pane nero guadagnato col sudore della loro fronte e impastato dalle loro lacrime », a fronte dei piaceri che i nobili si godono dall'infanzia fino all'estrema vecchiaia.
Il 4 aprile, nel decimo e ultimo numero dei suoi Sermons, Hébert annunciò la prossima uscita di un nuovo opuscolo, la Vie privée de M. l'abbé Maury, che vide la luce alla fine del mese. L'abate Maury è nato miracolosamente da una relazione della madre, Jacqueline la Pie, con la statua di san Guignolin, mentre gli amori con Mlle Guimard, la celebre ballerina, gli hanno procurato un priorato. In un opuscolo di poco successivo, Suite de la Vie privée de l'abbé Maury, Hébert scherza sulle origini molto popolari dell'abate difensore dei privilegi di classe.
Chiuso il Petit Carême, Hébert pubblicò un nuovo periodico, Le Chien et le Chat. L'idea era di mettere idealmente a confronto in ogni numero due politici di diverso schieramento: nel primo numero si confrontarono i fratelli Mirabeau, Honoré e André, nel secondo il deputato contadino Gérard venne opposto al nobile Cazalès. Cambiata formula, senza successo, con Le Gardien des Capucins, Hébert nel quarto e ultimo numero del Le Chien et le Chat dipinse un entusiastico ritratto di Rousseau.

### La nascita delPère Duchesne

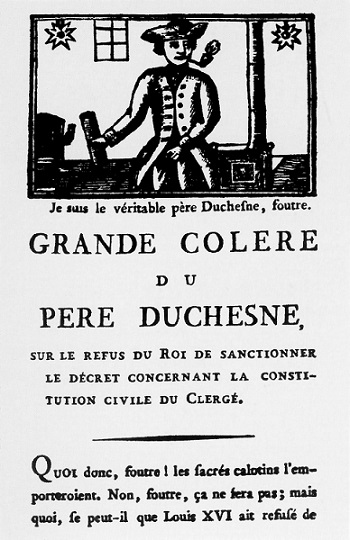
Père Duchesne, n. 13

Non si sa quando apparve il primo numero del nuovo giornale di Hébert. Sta di fatto che a settembre circolavano a Parigi tre testate che si rifacevano al Père Duchesne, una figura della commedia dell'arte perennemente in collera, pronto a denunciare vizi e abusi, e già erano stati pubblicati alcuni opuscoli con protagonista tale personaggio, nonché un giornale effimero, il Retour du Père Duchesne, premier poélier du monde.
Le Lettres bougrement patriotiques du Pére Duchêne di Antoine Lemaire, il Père Duchesne dell'abbé Jean-Charles Jumel e quello di Hébert si contesero la legittima paternità del titolo, e ciascuno mantenne il proprio. Quelli dei giornali di Jumel e di Hébert erano molto simili. Campeggiava una figura incisa con la pipa in bocca, e una didascalia perentoria: Je suis le véritable père Duchesne, foutre.
Nei suoi primi mesi di vita il Père Duchesne di Hébert si mostrò favorevole alla monarchia e in particolare a Luigi XVI: « Ah, foutre, quel Re merita tutta la nostra riconoscenza », scrisse il 26 settembre 1790 e a novembre Luigi era ancora un « brave homme ». Nel febbraio del 1791, quando le zie del re Vittoria e Adelaide si trasferirono in Italia per quella che apparve subito come una fuga, il tono cominciò a cambiare: « quelle vecchie sempiterne » erano « l'anima di tutte le cospirazioni », e solo Luigi si mostrava ancora « degno » della famiglia reale, avvertendo Maria Antonietta che l'Assemblea Nazionale potrebbe anche decretare il suo divorzio dando « al nostro bravo re una brava compagna che pensi come lui e gioisca di essere la regina di un popolo libero ».
Tutto cambiò con il tentativo di fuga della coppia reale, terminata a Varennes il 21 giugno 1791. Luigi XVI passò da «buon re» a «un porco fottuto che non fa che ubriacarsi», ed Hébert si chiese che cosa mai bisognasse fare di «quel grosso maiale», proponendo di «ficcarlo» in una cella di detenzione dei pazzi, dal momento che non esistevano più i conventi dove un tempo si rinchiudevano «i re imbecilli e fannulloni».
Il 15 luglio l'Assemblea Nazionale costituente proclamò inviolabile il re e sostenne, per salvare la monarchia, che non era fuggito ma si era tentato di rapirlo e condurlo all'estero. Nessuno credette a questa menzogna. Il 16 luglio Hébert si scatenò: «Quel coglione di Capeto regnerà ancora; malgrado la nazione, lo spergiuro sta prendendosi i suoi diritti. Dov'è dunque quella libertà di cui ci culliamo? No, vaffanculo, no, noi non siamo liberi, non siamo degni di esserlo perché a sangue freddo ce lo lasciamo mettere in culo in questo modo».
Il giorno dopo ci fu la strage al Campo di Marte, dove anche Hébert era andato a firmare la decadenza del re. A causa di quell'articolo, Hébert e l'editore Tremblay furono convocati dal giudice di pace Buob, un banchiere tedesco introdotto a corte, che li minacciò d'arresto, e per qualche tempo il Père Duchesne contenne l'abituale violenza verbale. Del resto, il 14 settembre re Luigi prestò giuramento sulla Costituzione e grandi feste celebrarono quella che sembrò una riconciliazione nazionale e la conclusione della stessa rivoluzione.

### Contro la monarchia

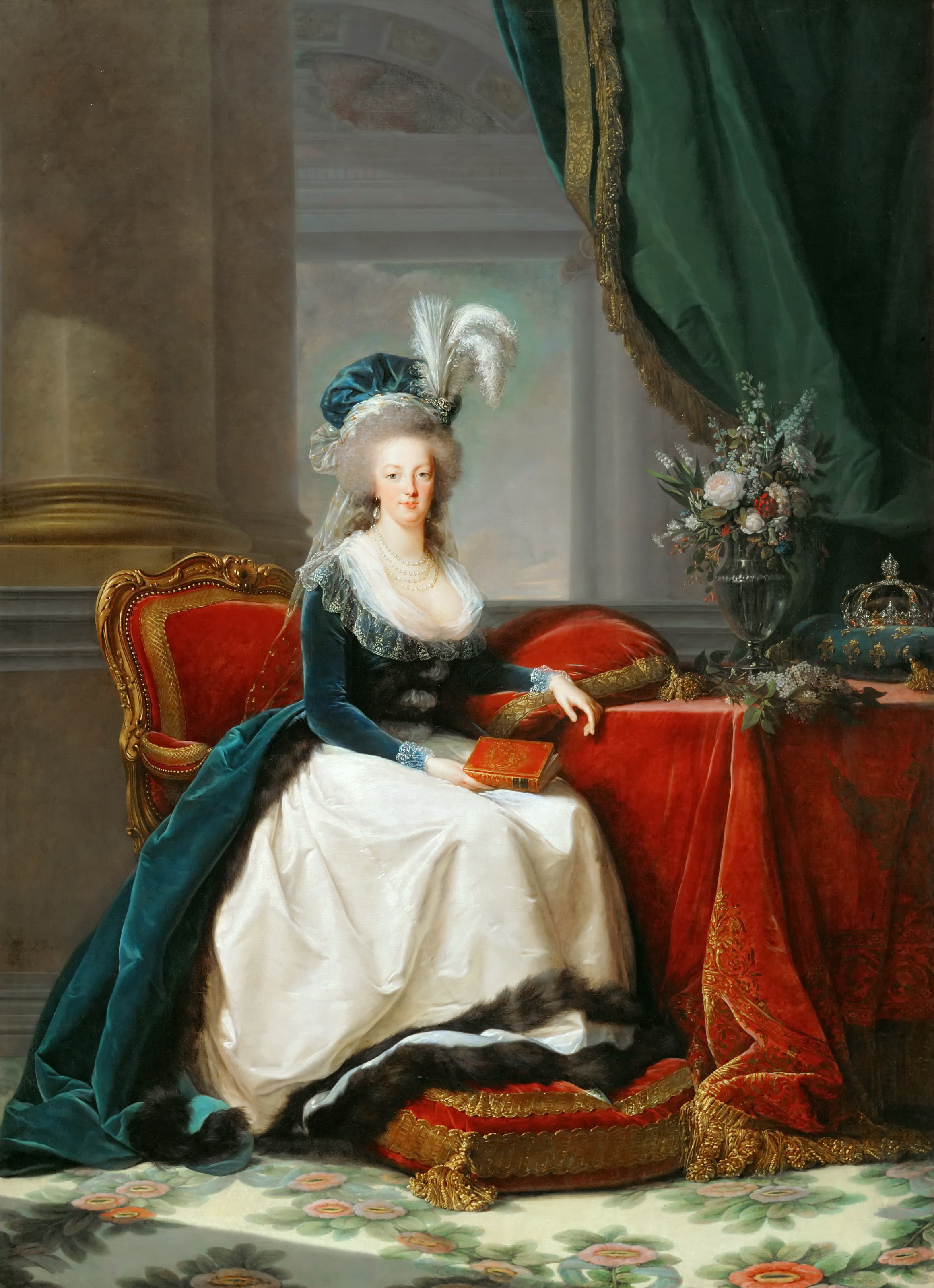
Maria Antonietta

Il 1º ottobre 1791 s'insediarono i neo-eletti deputati dell'Assemblea nazionale, che egli invitò a « diminuire il prezzo del pane, schiacciare tutte le sanguisughe del popolo, impiccare i finanzieri e tutti quei pederasti di mercanti di carne umana che speculano sulle sostanze dei cittadini e s'ingrassano del sangue degli infelici ». Ma le maggiori preoccupazioni dell'Assemblea erano rivolte all'ordine interno, minacciato dai nostalgici del vecchio regime, compresi i nobili emigrati e i preti refrattari. Contro questi ultimi, il 29 novembre fu emesso il decreto che imponeva loro il giuramento pena severi provvedimenti.
L'invito, rivolto al re da Talleyrand, dal duca de La Rochefoucauld e da altri, di opporre il veto al decreto, provocò l'ira del Pére Duchesne: « Mai ci si fotte più insolentemente del popolo », e quando il re oppose il veto nel febbraio 1792, Hébert si scagliò contro Luigi, « questo re tante volte spergiuro », il « Signor Veto, che se ne fotte del popolo e prende i calotins sotto la sua protezione ».
Intanto, in febbraio Hébert sposò Marguerite Françoise Goupil, nata nel 1756, che era entrata verso il 1782 nel convento delle Dames de la Conception, in rue Saint-Honoré, uscendone all'inizio della Rivoluzione. Ufficialmente era figlia di un commerciante di biancheria, ma era forse la figlia naturale del visconte de Carrouges, un aristocratico normanno emigrato che le versava una rendita annuale di 600 lire. Hébert la conobbe frequentando la Société fraternelle des deux sexes, un club sostenitore della Rivoluzione che si riuniva nel convento dei Giacobini. Si sposarono in chiesa e si stabilirono in un piccolo appartamento di rue Saint-Antoine. La loro camera da letto era ornata da un quadro del Cristo in Emmaus. Hébert vi appose un appunto: « Il sanculotto Gesù mentre mangia con due discepoli nel castello di un ex-nobile ».
I suoi attacchi contro i regnanti continuarono. Il 3 marzo accusò « la puttana austriaca » di aver cercato di comprarlo, offrendogli una pensione. Ma lui, annunciò alla regina, non si sarebbe venduto: « Andate pure a farvi fottere dagli scellerati per addormentare il popolo; il Père Duchesne gli resterà fedele ». Il giorno dopo fu nuovamente convocato dal giudice Buob, che lo accusò di incitare alla rivolta. Hébert respinse le accuse, e quanto al linguaggio grossolano dei suoi articoli, lo giustificò con la necessità di farsi ben comprendere dai lettori: quello non era il suo stile, e per questo non firmava mai gli articoli del giornale. Tradotto immediatamente al tribunale di polizia correzionale, fu prosciolto in poche ore.
L'episodio giovò a rafforzare la sua fama di patriota. Membro del club dei Cordiglieri, da aprile a giugno ne assunse la presidenza, quando le armate straniere invasero la Francia per soffocare la rivoluzione, assecondando le segrete speranze della corte. Dalle pagine del suo giornale Hébert gridò alla vigilanza e alla vendetta: « Bisogna sterminare tutti i traditori [...] Si levi in piedi tutta la nazione! Tremate, vile canaglia della Corte! Tremate, perfidi Foglianti! Fremete, preti debosciati! [...] Legislatori, dite una parola e noi purgheremo la Francia da tutti gli escrementi del dispotismo e dell'aristocrazia! [...] Legate braccia e mani a Madame Veto se non volete che lei v'incateni! ».

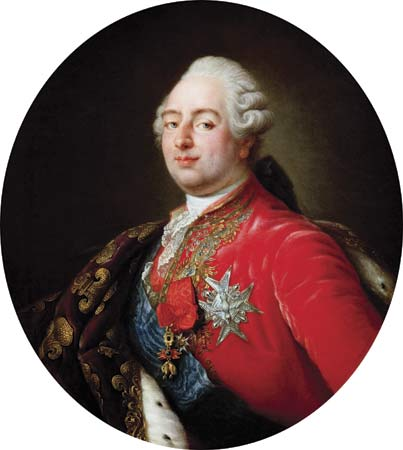
Luigi XVI

Nella notte del 9 agosto, durante la quale ci fu l'assalto alle Tuileries, Hébert fu delegato alla Comune dalla sezione Bonne-Nouvelle. I novantatré rappresentanti convenuti furono i protagonisti della trasformazione del municipio in Comune insurrezionale. Tra le decisioni prese, vi fu l'arresto di due giudici di pace, il fogliante Bosquillon e il già noto Buob, che saranno tra le vittime dei massacri di settembre. In quelle sanguinose vendette Hébert non ebbe alcuna parte, anche se gli viene attribuita, con altri, una responsabilità morale per aver favorito, attraverso gli articoli del suo giornale, il generarsi di un clima che produsse quei massacri.
Il 22 settembre fece parte della delegazione che annunciò alla famiglia reale, detenuta nella prigione del Temple, la decadenza dei loro poteri, e scrisse sul Père Duchesne dell'imperturbabilità di Luigi XVI, mentre la regina, « per nascondere il suo dolore, disse di avere le caldane ». Il 29 settembre vi tornò per comunicare, a nome dei commissari della Comune, di separare Luigi dalla moglie e dalla sorella Élisabeth, trasferendolo nella torre del Temple: « Antonietta fu per svenire e s'appoggiò alla porta », e il re « parve turbato ».
Il 22 dicembre 1792 Hébert fu nominato, con Pierre François Réal, sostituto procuratore della Comune. Da settembre conduceva dalle colonne del Pére Duchesne una violenta battaglia per la condanna a morte di Luigi XVI e seguiva trepidando e imprecando il dibattito in seno alla Convenzione. Una settimana prima della sentenza scriveva: « Non ho più dubbi, cazzo, c'è un partito per salvare quell'ubriacone di Capeto. L'oro dell'Austria, della Spagna, della Russia, dell'Inghilterra ha fatto effetto », finché il 20 gennaio poté esprimere la propria « grande gioia » perché la Convenzione « sta per far provare la cravatta di Samson a quel cornuto di Capeto ». Lo stesso giorno, in qualità di sostituto procuratore, accompagnò al Temple il presidente del Consiglio esecutivo provvisorio Dominique-Joseph Garat che notificò al re la sentenza di morte. Il giorno dopo vi fu l'esecuzione, a cui Hébert non assistette.

### Contro i Girondini

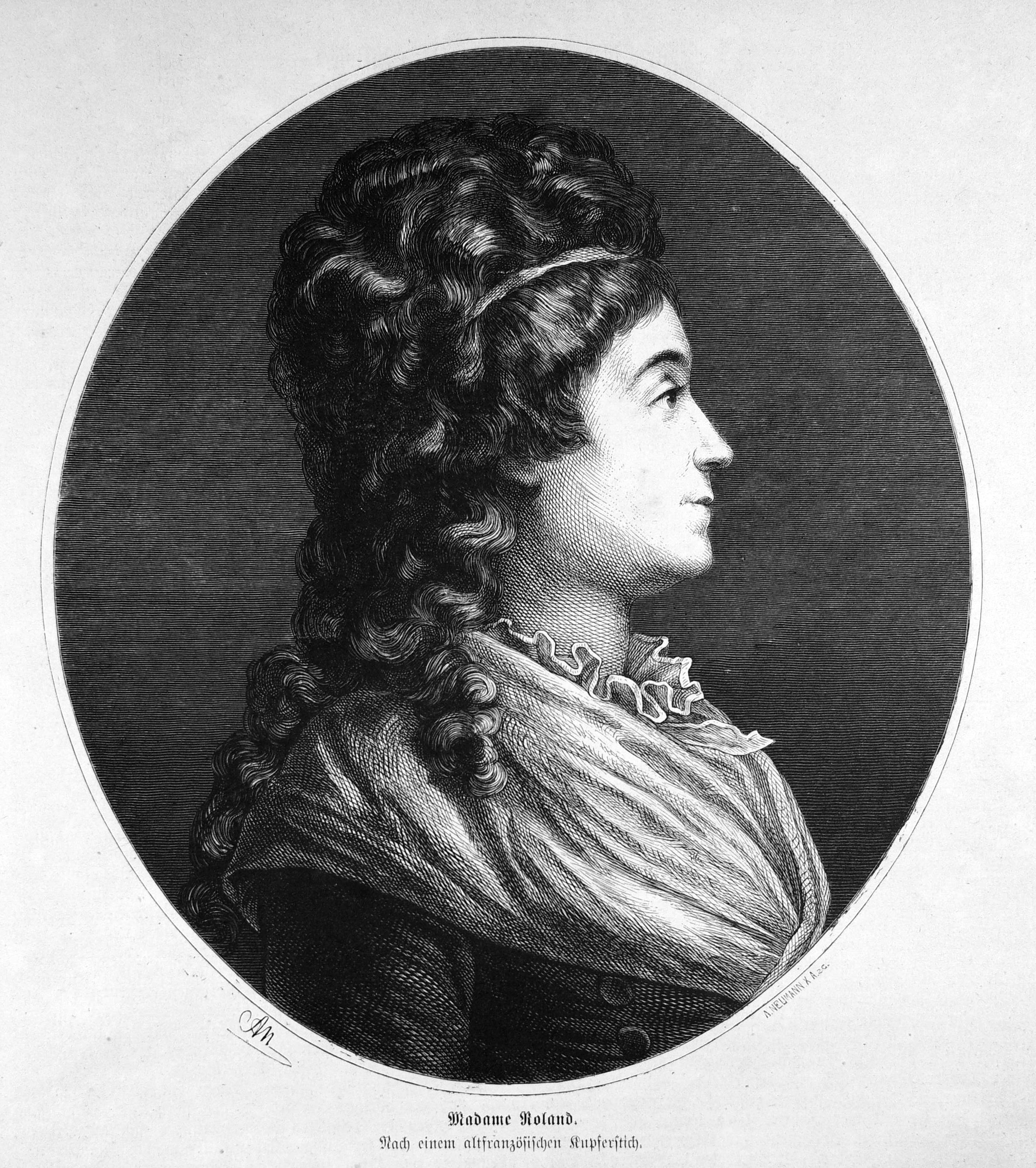
Madame Roland

Prima ancora dell'esecuzione del re, Hébert iniziò una campagna di stampa contro i Girondini, allora dominatori della politica francese. Nel dicembre del 1792 denunciò l'esistenza di una « nuova corte che fa il bello e il cattivo tempo nella Convenzione e nei dipartimenti ». Si trattava di Jean-Marie Roland e di sua moglie, che governa la Francia, scriveva Hébert, come fosse « una Pompadour o una Dubarry », mentre « Brissot è il gran scudiero di questa nuova regina; Louvet il ciambellano; Buzot il gran cancelliere; Fauchet il confessore; Barbaroux il capitano delle guardie che Marat chiama spioni; Vergniaud il gran maestro delle cerimonie; Guadet il coppiere; Lanthenas il maggiordomo ». Sdraiata sul sofà, « Madame Coco » discetta sulla guerra, la politica e le sussistenze, mentre certi giornalisti le allungano « le loro zampe adunche » per arraffare gli assegnati che « la sposa del virtuoso Roland distribuisce perché abbaino contro i giacobini e i sanculotti di Parigi ».
Al processo contro i Girondini Hèbert dirà che Madame Roland cercò di corromperlo offrendogli, tramite Gonchon, un sanculotto suo amico passato ai girondini, 1.500 abbonamenti per il Père Duchesne, e al suo rifiuto, Gorsas, il redattore del Courrier des quatre-vingt-trois départements eletto alla Convenzione tra i Girondini, anch'egli già amico, iniziò contro di lui una campagna di stampa, del resto ricambiata: « non si sa per quale porta Gorsas sia entrato alla Convenzione, ma si dice che sia per il salottino della vecchia giumenta del tenero Roland ». All'atteggiamento di Hébert non fu forse estranea la delusione di non essere riuscito, diversamente da Gorsas, a far parte della Convenzione.
Così si possono spiegare gli attacchi che egli riservò anche a Marat, nuovo convenzionale: « La nazione non vuole essere governata né dai Brissottini né dai Maratisti. Gli uni la vogliono addormentare per sgozzarla, gli altri l'abbracciano teneramente, ma per soffocarla meglio », e se la prese anche con Robespierre, reo di aver favorito il successo elettorale di Marat, scambiandolo per « un'aquila », mentre Marat non è che « un gufo ». Quando però, alla fine d'ottobre, i Girondini associarono Robespierre ai loro continui attacchi contro l'« Amico del popolo », Hébert cessò ogni polemica contro Marat e riservò alla Gironda tutta la sua forza delle sue invettive. In questo periodo, il 4 gennaio 1793, entrò a far parte del Club dei Giacobini.

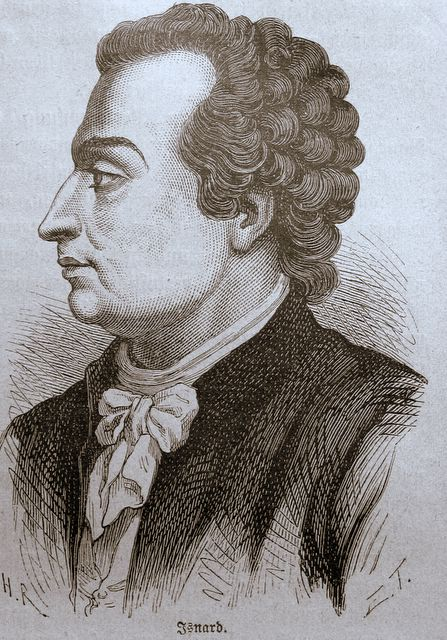
Maximin Isnard

Per mesi Hébert attaccò i capi girondini accusandoli di preparare la guerra civile attraverso i loro progetti federalisti, e lamentandosi perché la massa del popolo rimaneva inerte: « non abbiamo dunque più sangue nelle vene, per vederci così traditi da un pugno di scellerati che morderanno la polvere quando vorremo dare il minimo segno di vita? ». Il 24 maggio 1793 il Pére Duchesne denunciava « i complotti formati dai Brissottini, Girondini, Rolandini, Buzottini, Pétionisti e tutta la fottuta sequela dei complici di Capeto e Dumouriez per far massacrare i bravi montagnardi, i giacobini, la Comune di Parigi, al fine di dare il colpo di grazia alla libertà e ristabilire la monarchia ». E incitava i sanculotti: « Svegliatevi, cazzo, sollevatevi! ».
Quel giorno stesso Hébert fu condotto alla Convenzione e interrogato dalla Commissione dei Dodici, che gli contestò di aver incitato il popolo all'insurrezione. Dopo sei o sette ore d'interrogatorio, fu rinchiuso nel carcere dell'Abbaye. Conosciuta la notizia del suo arresto, le sezioni si mobilitarono e una delegazione della Comune si recò a protestare alla Convenzione, chiedendo il suo rilascio. Il presidente di turno dell'Assemblea, il girondino Isnard, rispose con una frase minacciosa rimasta famosa, e che sollevò un diluvio di urla tra i deputati e il pubblico: « Se si arrivasse a portare offesa alla rappresentanza nazionale, io vi dichiaro in nome della Francia intera che Parigi sarebbe annientata e ben presto si cercherebbe invano sulle rive della Senna se essa sia mai esistita ».
Mentre in carcere Hébert preparava il nuovo numero del Pére Duchesne e faceva uscire un resoconto della sua vicenda, invitando i sanculotti a chiedere la soppressione della Commissione dei Dodici, continuavano le manifestazioni e gli appelli alla Convenzione per la sua liberazione. Il 27 maggio il ministro degli Interni Garat, pur affermando che il linguaggio di Hébert era « indegno d'un uomo », riconobbe che la legge garantiva comunque la libertà di stampa. La mozione, presentata dal deputato montagnardo Legendre, che prevedeva la liberazione di Hébert e lo scioglimento della Commissione, fu approvata a grande maggioranza dalla Convenzione. Il giorno dopo, la Convenzione ristabilì la Commissione dei Dodici, ma non revocò la liberazione di Hébert.
Hébert poté così presentarsi al Consiglio generale della Comune, dove ricevette grandi festeggiamenti da una folla numerosa che lo portò in trionfo. Molto emozionato, scoppiò in un pianto dirotto, poi ringraziò gli astanti e li sollecitò ancora una volta alla vigilanza. Alla fine del discorso, una donna cercò d'incoronarlo quale « martire della libertà », ma Hébert volle deporre la corona su un busto di Rousseau che si trovava nella sala. Un'altra corona fu posta su un busto di Bruto.
Il giorno dopo si presentò al club dei Giacobini. Accolto da un'ovazione, pronunciò un discorso nel quale denunciò la Commissione dei Dodici, voluta dai girondini, quale espressione di un potere dittatoriale: « è chiaro che ogni membro di quel comitato è fuori dalla legge, non è più un rappresentante del popolo, perché la legge che colpisce tutti coloro che aspirano al potere supremo, non fa eccezione per i delegati del popolo ».
La liberazione di Hébert coincise con la fine politica dei Girondini. il 31 maggio il Comitato del Vescovado (Comitè de l'Évêché), animato da Dobsen e Guzmán, prese l'iniziativa dell'insurrezione, presentando alla Convenzione una petizione richiedente l'esclusione dall'Assemblea dei capi della Gironda, l'arresto dei sospetti, la creazione di un esercito rivoluzionario, il diritto di voto ai soli sanculotti, una tassa sui ricchi, il ribasso del prezzo del pane e la soppressione dei Dodici. Solo quest'ultima richiesta fu accolta, ma il 2 giugno migliaia di guardie nazionali comandate da Hanriot circondarono la Convenzione e imposero l'arresto a domicilio di ventinove deputati girondini.

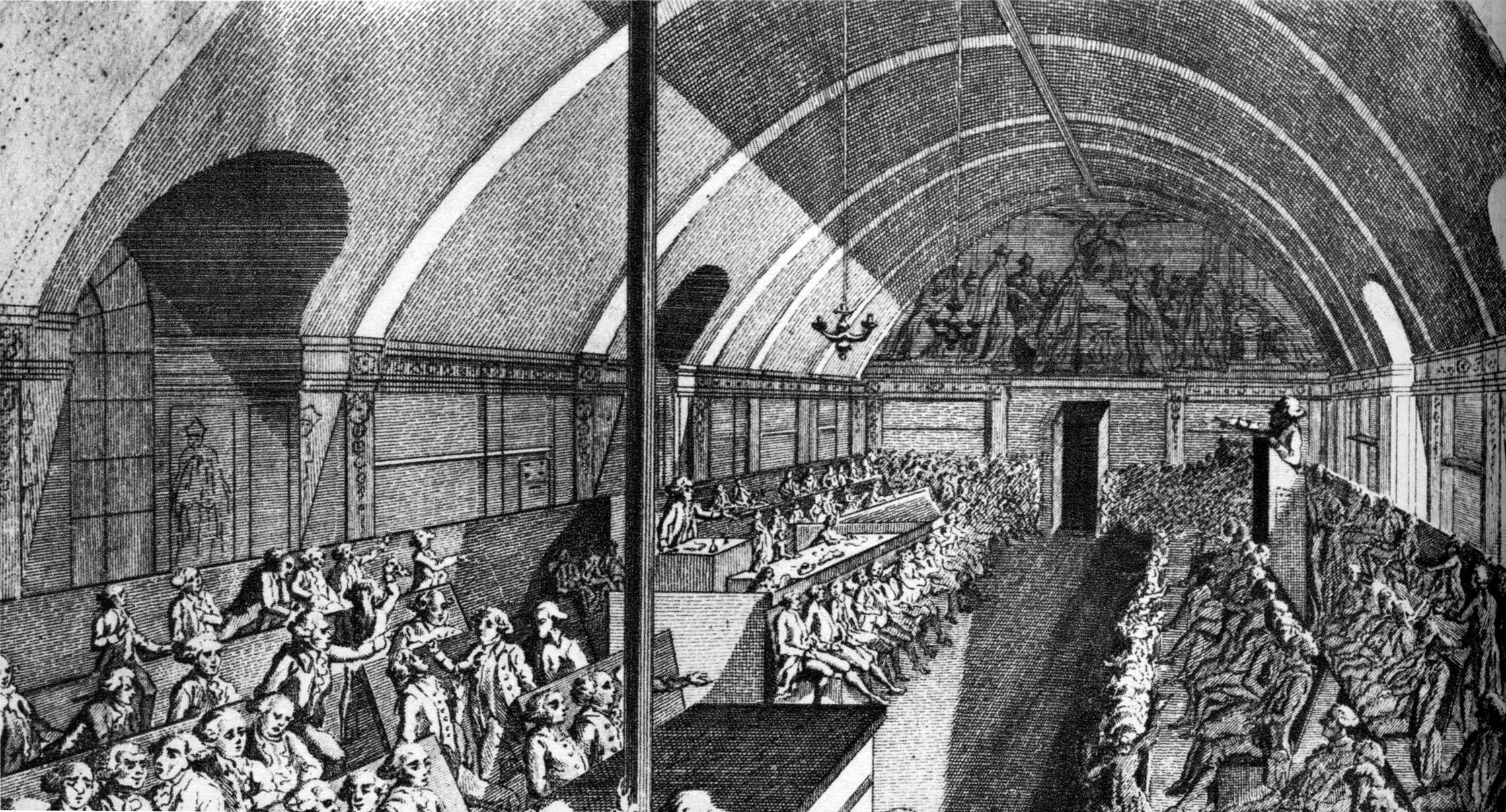
Sala del club dei Giacobini nel convento di rue Saint-Honoré

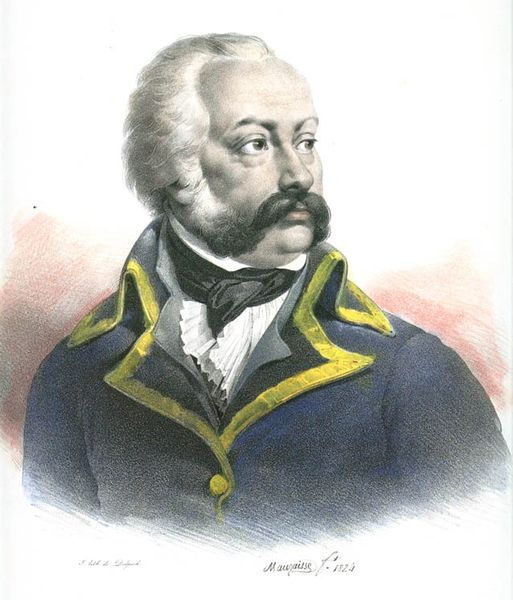
Il generale Custine

Il Père Duchesne trionfava, esprimendo la sua « grande gioia a riguardo della grande rivoluzione che ha abbattuto l'infame cricca dei Brissottini e dei Girondini che a loro volta vanno a siffler la linotte ». Il Comitato di salute pubblica lo gratificò acquistando mille abbonamenti da destinare, insieme ad altri giornali, alla propaganda rivoluzionaria per i soldati dell'Armata del Nord, comandata dal generale Custine, sul quale cominciavano a circolare sospetti di tradimento.
Vincent, segretario generale del Ministero della Guerra, si accordò con Hébert per far denunciare da Marat la condotta di Custine. L'intesa con l'« Amico del popolo » fu raggiunta la mattina del 13 luglio, ma nel pomeriggio Marat veniva ucciso da Carlotta Corday. Il 21 luglio Hébert, dalla tribuna dei Giacobini, accusò di tradimento Custine, « questo serpente talmente insidioso che, se non gli tagliamo la testa, moriremo certamente per le sue ferite » e i deputati che lo sostenevano: « andiamo alla Convenzione, ricordiamo i loro attentati e dichiariamoci riuniti in permanenza finch'essa non ci accordi la loro destituzione ».
Tutto il club acclamò la proposta di Hébert. Una delegazione, composta da Hébert, Drouet e Desfieux, si recò immediatamente al Comitato di salute pubblica, dove fu ricevuta da Couthon, Jeanbon Saint-André, Prieur de la Marne e Thuriot. Con la sola opposizione del dantonista Thuriot, fu deliberato l'arresto di Custine, che da alcuni giorni si trovava a Parigi. Il 28 agosto il generale Moustache salì sulla ghigliottina con « grande gioia » del Père Duchesne, che aveva atteso con fremente impazienza la fine del processo: « Che dente da strappare, cazzo! Come la testa degli uomini ricchi e potenti si tiene sulle spalle! Quante smancerie per condannare il più traditore, il più scellerato degli uomini! ».

### I processi contro Maria Antonietta e i Girondini

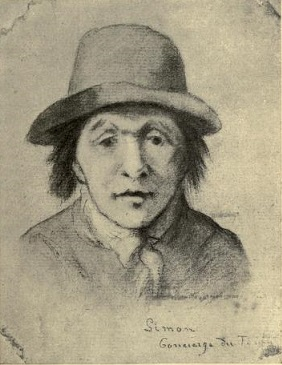
Antoine Simon

Il processo contro i Girondini si faceva attendere e il 1º settembre Hébert presentò al club dei Giacobini una mozione che ne sollecitava l'apertura, che fu depositata alla Convenzione il 5 settembre. Il 30 settembre, nell'imminenza dell'apertura del processo contro l'ex-regina, Hébert fu messo a conoscenza dal carceriere Simon delle dichiarazioni del delfino, che avrebbero potuto procurare a Maria Antonietta un'accusa d'incesto.
Hébert non assistette ai due interrogatori cui fu sottoposto il bambino, una prima volta, il 6 ottobre, da una commissione formata dal sindaco Pache, dal procuratore Chaumette, da Friry, dal medico Séguy e da un ispettore di polizia, e il giorno dopo da una commissione di cui faceva parte anche il pittore David, appositamente delegato dal Comitato di sicurezza generale.
Il 14 ottobre, nella prima udienza del processo, la pubblica accusa rappresentata da Fouquier-Tinville utilizzò quei verbali per accusare Maria Antonietta di « essersi lasciata andare con suo figlio a indecenze la cui idea e il solo nome fanno fremere d'orrore ». Hèbert, testimone al processo, volle riferire quanto sapeva e dopo la risposta di Maria Antonietta quell'accusa fu lasciata cadere.
Il 16 ottobre l'ex-regina fu ghigliottinata e il 24 ottobre iniziò il processo contro i Girondini. Il giorno dopo Hébert si presentò a testimoniare volontariamente. Accusò Brissot di essere al soldo dell'Inghilterra e tra i responsabili del massacro del Campo di Marte nel luglio 1791 per aver allora presentato al club dei Giacobini un progetto di repubblica federale « che servì di pretesto alla municipalità per sgozzare i sanculotti ». Accusò poi Vergniaud di aver protetto il re nell'agosto del 1792, di aver formato nell'Assemblea legislativa « una frazione oppressiva della libertà » e di aver concesso a Roland il denaro necessario alla corruzione della stampa.
Gli imputati si difendevano con vigore ed Hébert, preoccupato, al club giacobino appoggiò la proposta di Chaumette di presentare una petizione alla Convenzione per l'« accelerazione dei giudizi criminali ». La richiesta fu recepita dalla Convenzione col decreto del 29 ottobre che autorizzava il presidente del tribunale a chiudere le udienze qualora la giuria si dichiarasse pronta a emettere il verdetto dopo tre giorni di dibattimento. Fu così che il 30 ottobre il processo terminò con la condanna a morte degli imputati.

### Contro gli «indulgenti»

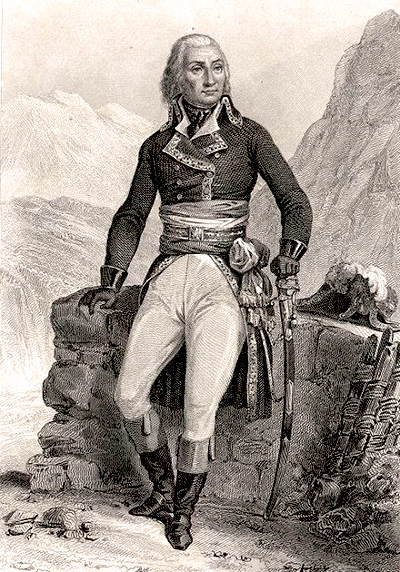
Il generale Jourdan

Ormai compreso nel suo ruolo di svelatore d'intrighi e corruzioni, l'8 novembre Hébert salì alla tribuna dei Giacobini per denunciare il commissario presso l'esercito d'Italia Fréron che, « ubriaco di potere », a Nizza si era dato a « spese spaventose » con « donne aristocratiche ». Non era poi ammissibile che suo cognato La Poype, un nobile, aspirasse al comando dell'armata del Midi e che il deputato Duquesnoy ostacolasse - sostenne Hébert su informazioni del commissario Cellier - le operazioni del comandante dell'armata del Nord Jean-Baptiste Jourdan, un eccellente patriota. Attaccò poi Fourcade e Laveaux, due giornalisti dell'Anti-Fédéraliste e del Journal de la Montagne, responsabili di avere un tempo appoggiato Roland.
Il successo ottenuto da Hébert fu di breve durata. La sera dopo Robespierre prese la parola al club. Non ci sono più cospiratori nella Convenzione - disse - ma esiste ancora l'aristocrazia che « non potendo vincerci e combatterci a viso aperto, cerca segretamente di dividerci per distruggerci », denunciando i patrioti come fossero aristocratici. Esistono due specie di uomini funesti: quelli « ardenti, sconsiderati, pronti a ricevere tutte le impressioni, ingannati dagli emissari delle potenze straniere » e quelli che « coperti dalla perfida maschera del patriottismo », s'introducono nelle società popolari per « mettere a servizio la loro reputazione di civismo a profitto dei nostri nemici ». Senza mai nominare Hébert, Robespierre difese Fréron, La Poype e Duquesnoy che « sono patrioti e lo resteranno », e concluse: « stiamo uniti, e gli inglesi sono vinti; dividiamoci, e Pitt governerà la Francia ».
Hébert non osò replicare e, anzi, alla fine della seduta si riconciliò con Duquesnoy, abbracciandolo. Nei giorni seguenti si sentirono voci che prospettavano un suo possibile arresto. Inquieto, Hébert scriveva di sentirsi esposto « alle calunnie e ai pugnali degli aristocratici » e di essere assediato da intriganti che cercavano di metterlo « a cane e gatto con coloro che dovrebbero essere i miei migliori amici ».

Robespierre

Il 21 novembre Hébert parlò al club dei Giacobini per lamentarsi delle accuse di essere un agente di Pitt. Sapeva che quella sera Robespierre sarebbe intervenuto per opporsi al movimento di scristianizzazione che aveva raggiunto il culmine dal 7 al 10 novembre con l'abiura del vescovo Gobel e l'istituzione della festa della Ragione, ed Hébert contava di ricevere da lui parole rassicuranti. Robespierre definì infatti le accuse a Hébert un elemento di « un piano di calunnie inventato dai nemici della Repubblica », un nuovo « tratto d'impudenza che tendeva a dividere i patrioti ».
L'attacco alla scristianizzazione e all'ateismo portato da Robespierre non riguardò Hebert che, certamente anticlericale, da tempo aveva dimostrato rispetto e considerazione per il vangelo - « il Vangelo senza i preti sarebbe il miglior libro da dare ai giovani » - e per la figura di Gesù: « non conosco miglior giacobino di quel coraggioso Gesù. È il precursore di tutte le società popolari » e nella sua, di soli dodici membri, « tutti poveri sanculotti », s'insinuò un giorno « un falso fratello chiamato Giuda, che in lingua ebraica significa Pétion ». Non è chiaro se intimamente Hébert fosse ateo o deista.
Il 26 novembre il club dei Giacobini decise di procedere all'epurazione dei suoi membri sospetti di scarso patriottismo rivoluzionario. Ciascuno di loro si sarebbe presentato alla tribuna e sarebbe stato giudicato pubblicamente da una commissione eletta allo scopo, che risultò formata da Robespierre, Hébert, l'ex-marchese Maribon de Montaut, Arthur, Dufourny de Villiers, il tipografo Nicolas, Renaudin, Sijas e pochi altri. Il 14 dicembre fu la volta di Camille Desmoulins a presentarsi al club, e ricevette l'indulgente difesa di Robespierre contro chi gli rimproverava amicizie e frequentazioni compromettenti.
Sentendosi garantito, il 18 dicembre Desmoulins pubblicò sul suo Le Vieux Cordelier un violento attacco contro il segretario generale del Ministero della Guerra Vincent, il generale Ronsin, entrambi arrestati il giorno prima su denuncia di Fabre d'Églantine, e contro il ministro Bouchotte. Tali attacchi si univano a quelli già lanciati dai convenzionali Philippeaux e Bourdon de l'Oise, che avevano reclamato la soppressione del Ministero della Guerra quale fonte, a loro giudizio, di tutte le difficoltà incontrate dall'esercito repubblicano impegnato in Vandea.

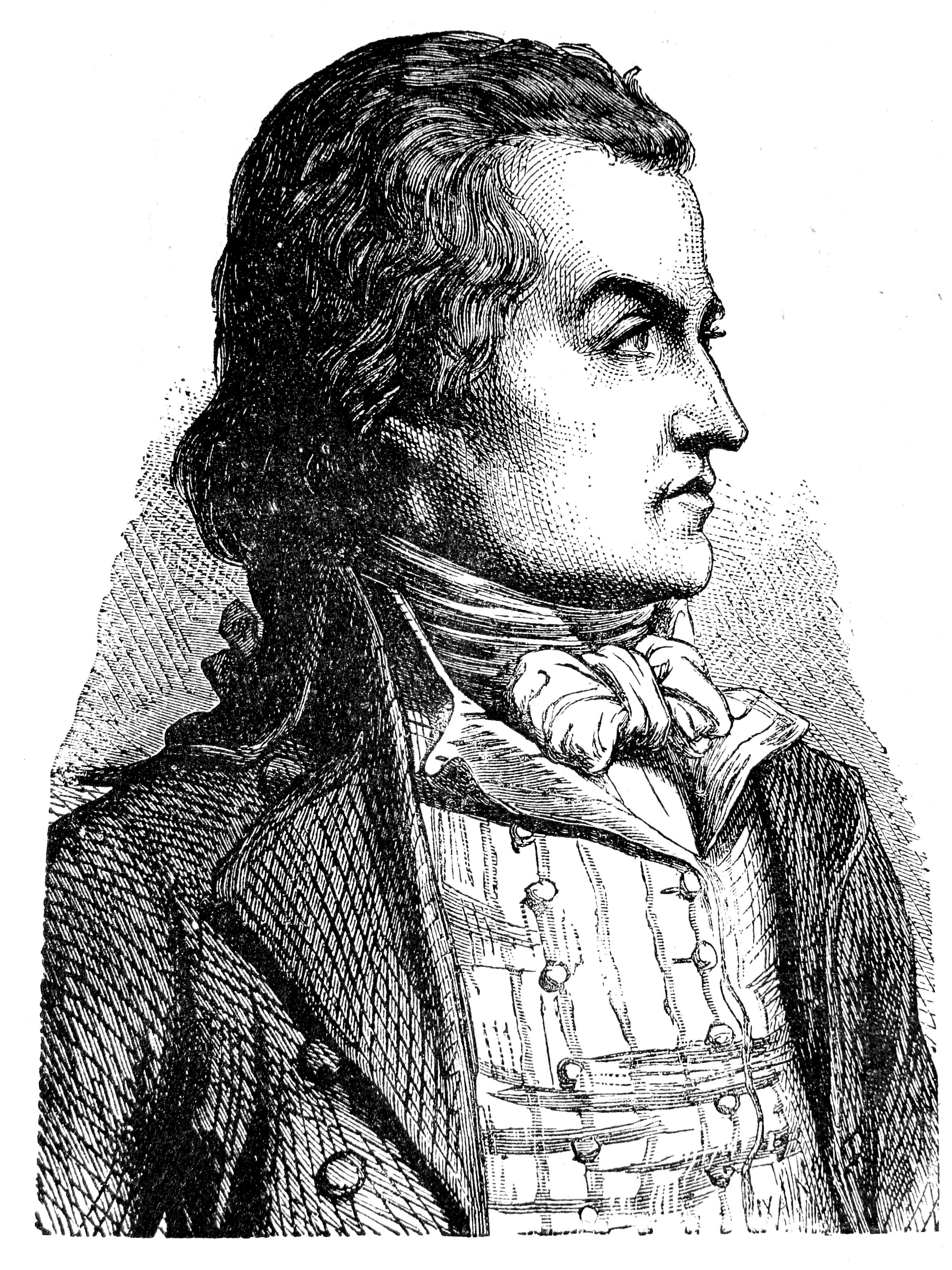
François Vincent

Il 21 dicembre, al club giacobino, Nicolas, fedelissimo di Robespierre, chiese l'espulsione di Desmoulins e fu appoggiato da Hébert il quale, amico di Vincent e di Ronsin, chiese la radiazione di Desmoulins, di Bourdon de l'Oise, di Philippeaux e dell'« astuto serpente » Fabre d'Églantine. Quest'ultimo era intimo di Danton, verso il quale Hébert volle sottolineare la sua stima e la sua fiducia. Il club convocò i quattro per il 23 dicembre perché dessero spiegazioni, ma questi non si presentarono. Il 24 dicembre apparve invece il quarto numero del Vieux Cordelier, dove Desmoulins chiese l'istituzione di un « comitato di clemenza » che avrebbe dovuto liberare tutti i sospetti detenuti.
Il giorno dopo gli rispose Hébert: Desmoulins, « un asinello dalle lunghe orecchie che non ebbe mai né bocca né speroni », ora dava un calcio ai patrioti « che gli abbaiatori di re Georges Dandin oltraggiano e calunniano ». E al club chiese e ottenne che la commissione già istituita per valutare le accuse di Philippeaux, Bourdon e Fabre esaminasse anche gli ultimi due numeri del Vieux Cordelier, ma su istanza di Collot d'Herbois fu poi deciso che l'intera società dei Giacobini avrebbe giudicato Desmoulins il prossimo 5 gennaio.
Dopo aver ricevuto l'appoggio di Danton e aver consultato i registri di spesa della Tesoreria nazionale, il 5 gennaio 1794 Desmoulins pubblicò un nuovo numero del suo giornale. Vi rivelò che il Père Duchesne aveva beneficiato, il 2 giugno, di sottoscrizioni di abbonamenti, da parte del Ministero della Guerra, per 123.000 lire, in agosto per 10.000 e il 4 ottobre scorso per 60.000 lire. Erano cifre notevoli - per quanto il Père Duchesne non fosse il solo a riceverle - a cui Desmoulins aggiungeva le frequentazioni di Hébert col banchiere Kock, i rapporti con la contessa Rochechouart, « agente degli emigrati », un suo vecchio e breve conflitto avuto un tempo con Marat e il presunto furto di biglietti che Hébert avrebbe commesso quando lavorava al Théâtre des Variétés.

### Declino della popolarità di Hébert
Il 5 gennaio Hébert si presentò al club dei Giacobini deciso a dar battaglia. Era presente, come previsto, anche Desmoulins, che fu difeso da Collot d'Herbois. Inutilmente Hébert cercò di difendersi dalle accuse del Vieux Cordelier e di portare le proprie ragioni contro Desmoulins. L'assemblea dei Giacobini percepì tutto l'affare come una bega personale tra i due e concluse che non vi era motivo di espellere Desmoulins dal club.

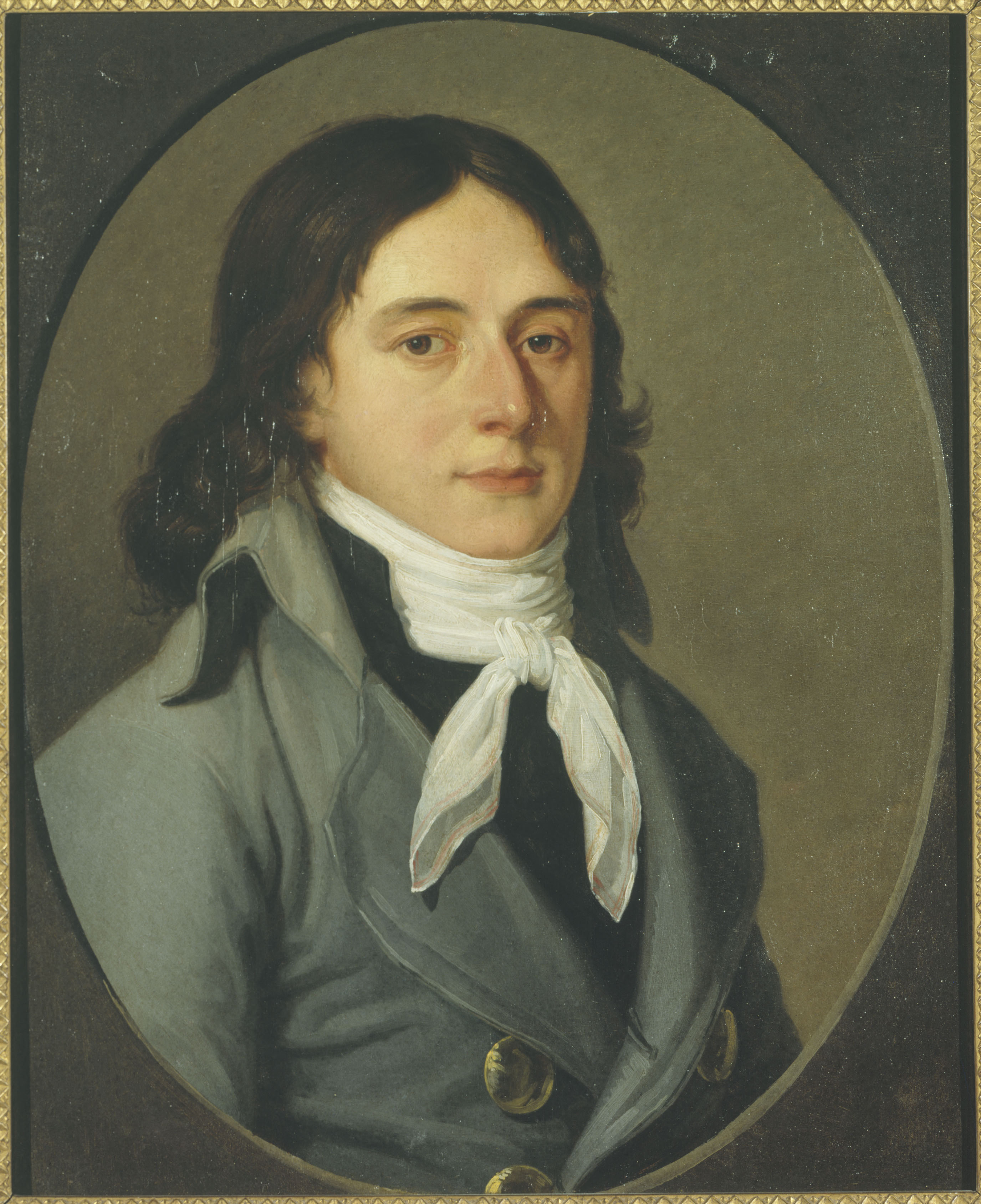
Camille Desmoulins

Hèbert rispose tre giorni dopo con l'opuscolo J. R. Hébert, auteur du Pére Duchesne, à Camille Desmoulins et compagnie che apparve anche sotto forma di manifesto incollato sulle strade di Parigi. Negò il furto dei biglietti, ammise di frequentare il banchiere Kock, « eccellente patriota », affermò di aver cacciato « più volte » l'ex-contessa Rochechouart e giustificò i molti abbonamenti sottoscritti dallo Stato con il patriottismo del suo giornale. Non fu abbastanza convincente e il sospetto che egli avesse approfittato del denaro pubblico rimase impresso in molti dei suoi lettori, che lo abbandonarono.
La questione era ancora oggetto dei commenti dell'opinione pubblica quando all'attacco di Desmoulins si aggiunse quello del convenzionale dantonista Legendre. Questi, nell'agosto del 1793, era stato inviato in missione a Rouen, dove era stato accusato dalla società popolare di Yvetot di favorire, insieme con il suo collega Delacroix, i contro-rivoluzionari. Il 16 novembre Hébert si era unito alle accuse, definendo dalla tribuna dei Giacobini Delacroix un « miserabile » e tacciando Legendre di « stupidità e malevolenza ».

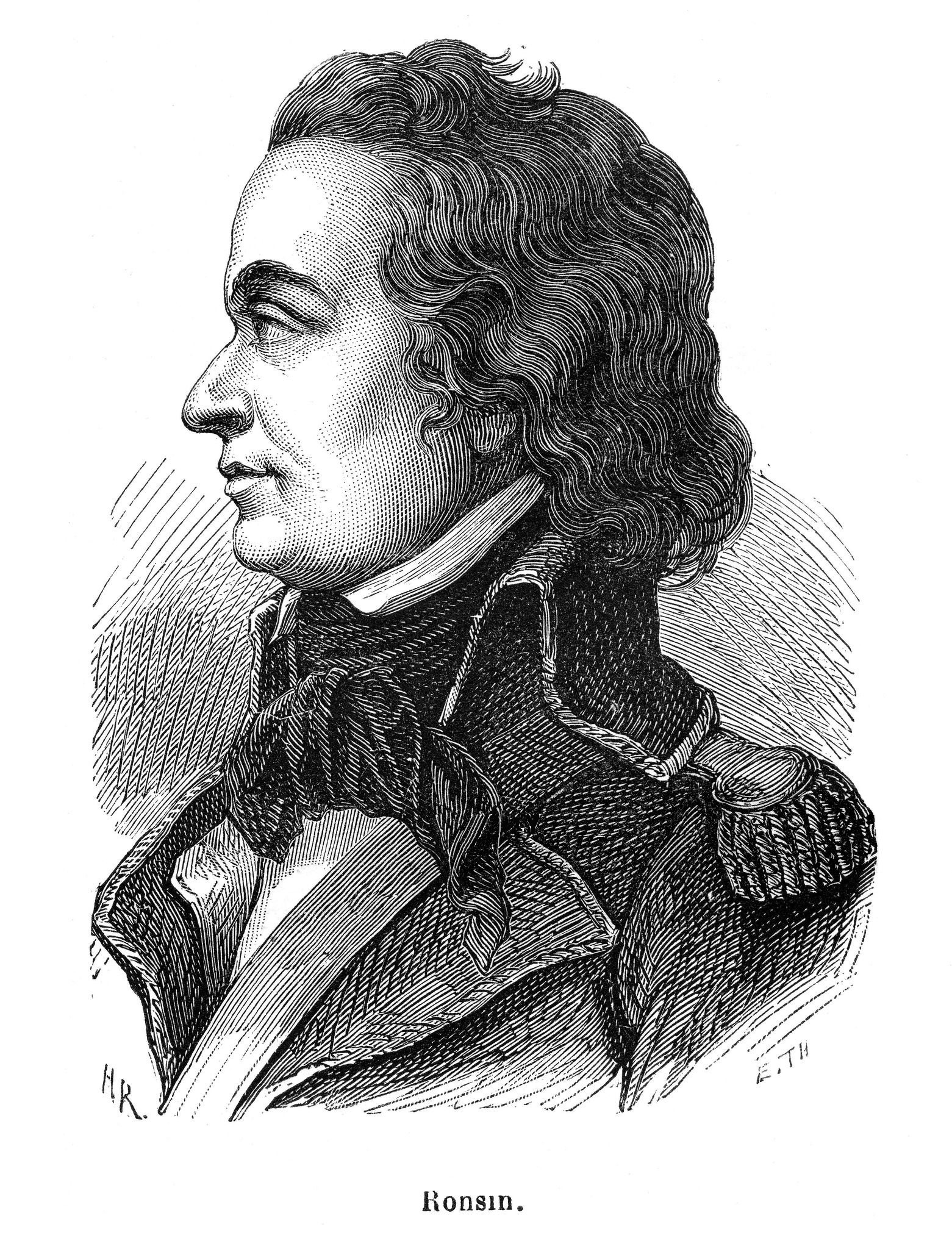
Charles Ronsin

Tornato a Parigi, il 26 gennaio Legendre pretese pubbliche spiegazioni al club dei Giacobini da Hébert, che dichiarò di essersi limitato a riportare le lamentele della società di Yvetot. Legendre non fu soddisfatto e rifiutò di riconciliarsi, anche se l'incidente fu considerato chiuso. Da allora Hébert non comparve più dai Giacobini e, sembra, nemmeno alla Comune, limitandosi a frequentare il club dei Cordiglieri.
I Cordiglieri si stavano battendo per la liberazione di Vincent e Ronsin, loro affiliati. Nel club, la tavola riportante la dichiarazione dei diritti dell'uomo fu coperta d'un velo funebre per l'attentato arrecato alla libertà dei due patrioti. Il 31 gennaio una loro delegazione la richiese al Comitato di sicurezza generale e il 2 febbraio la Convenzione decretò il loro rilascio. Vincent, ripreso il suo posto al ministero della Guerra, l'11 febbraio chiese l'iscrizione anche al club giacobino, che però la respinse su proposta di Dufourny de Villiers.
Quel rifiuto generò sorpresa e scandalo tra i Cordiglieri. Momoro attaccò i Giacobini: « Quei signori ci trattano da esagerati perché siamo patrioti mentre loro non lo sono più, se pure lo sono mai stati ». Hébert unì la propria voce alla sua: quelli che osteggiavano Vincent erano gli stessi che pretendevano che « i sospetti incarcerati, i parenti dei nobili e i nobili stessi siano persone oneste », che richiedevano « un comitato di clemenza e di aprire le prigioni per gettare nella Repubblica la loro peste », che volevano « distruggere gli amici del popolo » tacciandoli di « ultra-rivoluzionari ».
Dopo essere intervenuto ancora dai Cordiglieri, il 12 febbraio, proclamando la necessità di annientare al più presto « la cricca dei nemici dell'eguaglianza », il 20 febbraio vi propose di riprendere la stampa dell'Ami du peuple, nel quale gli articoli non sarebbero stati firmati. Hébert aveva deciso di mantenere nel Père Duchesne un profilo basso, riservando le più impegnative battaglie politiche a un giornale che, godendo dell'intatto prestigio postumo del nome di Marat, avrebbe contribuito alla loro causa e, rimanendo anonimi i redattori, li avrebbe messo al riparo da pericolose rappresaglie. 
Interpellata in proposito, Albertine Marat, la sorella di Jean-Paul, rispose con una lettera appoggiando l'iniziativa ma dichiarandosi stupefatta che Hébert, « un giornalista patriota che ha qualche volta mostrato del vigore », avesse consigliato di « essere pusillanimi » nascondendosi nell'anonimato: « Ha dunque dimenticato che voi siete Cordiglieri? [...] La vita ha dunque così gran prezzo da doverla conservare per mezzo di una vigliaccheria? È sfidando la morte, è guardandola a sangue freddo che si è degni della libertà ».
Il 22 febbraio Hébert attaccò dalla tribuna del club gli accaparratori, contadini e commercianti, che si rifiutavano - com'era voce pubblica a Parigi - di mettere sul mercato i prodotti alimentari per la loro ostilità alla legge sul maximum dei prezzi, entrata in vigore lo scorso 29 settembre. L'insufficienza delle sussistenze era un vecchio problema per la capitale, che la disfatta dei Girondini non aveva risolto. Doveva dunque esistere ancora - questo era il ragionamento - una cricca di contro-rivoluzionari e di burocrati intenzionati a vessare la povera gente, tra la quale montava la collera anche nei confronti dell'inefficienza e dell'inerzia del governo.

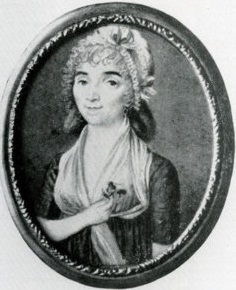
Albertine Marat

Dal 2 marzo si sviluppò tra i Cordiglieri un acceso dibattito sulle misure da prendere nella presente situazione. In un primo tempo fu respinta la proposta avanzata da Ronsin e da Carrier di passare direttamente a un'insurrezione generale, poi il 4 marzo Hébert denunciò le presunte trame menate da Desmoulins, « venduto a Pitt e al Cobourg », dai ministri Paré, Deforgues e Destournelles al generale Westermann, « questo mostro coperto d'obbrobio » e altri ancora. Insieme ai sessantatré girondini detenuti in prigione, questi costituivano una fazione che voleva « annientare i diritti del popolo », contro la quale non c'era che un mezzo: l'insurrezione.
Non si sa con quanta esattezza le parole dei convenuti fossero state riportate dalla Feuille du Salut public, sulla quale apparvero il giorno dopo. Dal suo riassunto sembrava che i Cordiglieri intendessero insorgere contro i poteri dello Stato, così che il 7 marzo Collot d'Herbois, membro del Comitato di salute pubblica, dopo aver minacciato « quegli uomini ambiziosi che vogliono fare delle insurrezioni per profittarne », si presentò a capo di una delegazione del club giacobino dai Cordiglieri. 

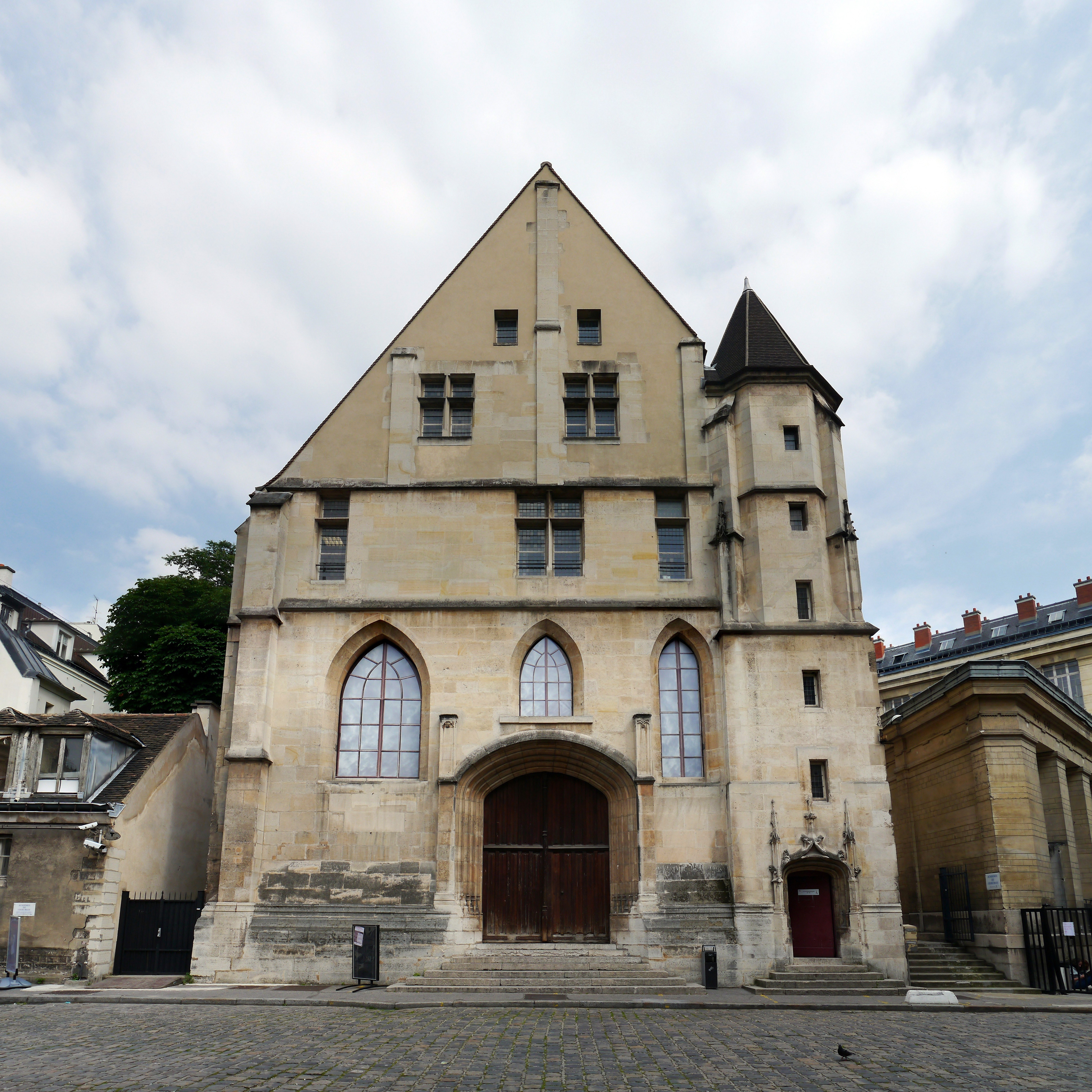
Il convento dei Cordiglieri

Questi si lamentarono che il resoconto della loro seduta fosse stato mal riportato dalla stampa, precisando che un'insurrezione, se ci doveva essere, sarebbe stata diretta, in unione coi Giacobini e la Convenzione, contro i moderati, i foglianti e i monarchici che « osavano alzare la cresta e minacciavano di formare una fazione per dissolvere la Convenzione e annientare la libertà ».
Nello stesso tempo, la casa di Hébert fu perquisita a seguito della segnalazione di un vicino che lo denunciava come accaparratore. I commissari del comitato di sezione trovarono 24 libbre di lardo salato. Per quanto il fatto non costituisse reato, egli si preoccupò di farsi rilasciare dalla sua sezione una dichiarazione che attestava il dono da lui fatto del lardo a favore degli indigenti del quartiere. L'11 marzo affisse sui muri di Parigi un manifesto nel quale tornava sull'episodio e rispondeva altresì a certe voci che lo indicavano come avversario di Robespierre. Proclamando di nutrire la più alta stima per l'Incorruttibile, denunciava l'« atroce calunnia » fatta da giornalisti, « vili imbrattacarte » e nemici dei Cordiglieri.
La sera del 12 marzo Hébert si presentò al club dei Cordiglieri per difendersi ancora dalle accuse di aver attaccato Robespierre e per precisare il suo punto di vista sull'insurrezione. A questo proposito, disse ambiguamente: « la proposizione fatta di un'insurrezione, del resto ipotetica, poteva apparire non conseguente, perché nel momento dell'insurrezione il popolo doveva abbattere in un colpo solo le teste di tutti suoi nemici, ma il popolo non li conosce ancora tutti ».

### L'arresto di Hébert

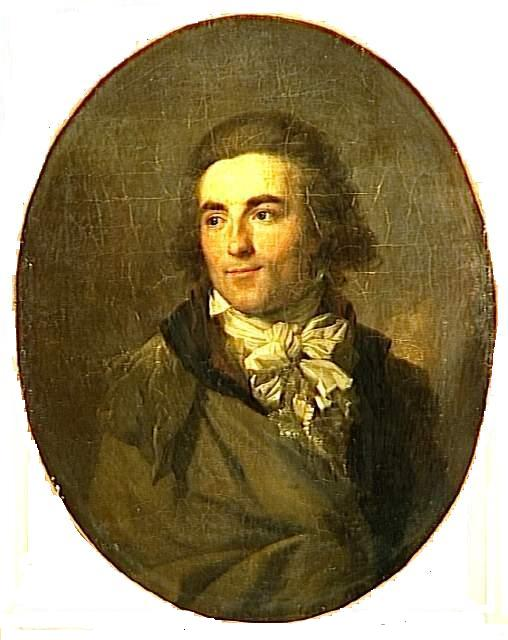
Bertrand Barère

Da un paio di settimane l'amministrazione di polizia di Parigi stava vagliando alcuni fatti inquietanti che sembravano poter essere il preludio di una rivolta. Il 28 febbraio, alla sezione dei Marchés, il calzolaio Bot aveva inveito contro i sospetti che si diceva facessero baldoria in carcere, mentre i sanculotti soffrivano la fame. Se la cosa fosse risultata vera, sarebbe stato bene massacrarli tutti.
Il 2 marzo era stato trovato alle Halles un foglio manoscritto che incitava alla controrivoluzione. Dato lo stato di penuria in cui versava la città, le parigine erano invitate a riunirsi a migliaia e a recarsi alla Convenzione, reclamandone lo scioglimento, incitando gli uomini ad armarsi e a fraternizzare coi nemici della rivoluzione: « meglio un Re che 700 carnefici », era scritto.
Il 4 marzo vi era stata la nota seduta ai Cordiglieri con i discorsi di Carrier ed Hébert che erano sembrati incitare all'insurrezione. Nella notte del 5 marzo, su un manifesto del Comitato di salute pubblica firmato da Robespierre, Carnot, Prieur de la Côte-d'Or, Lindet, Barère e Billaud-Varenne, una mano anonima aveva scritto insulti, come « Robespierre antropofago », « ingannatori del popolo » e « ladri e assassini ». Il 6 marzo un piccolo manifesto incollato su un muro nelle vicinanze del Palazzo di Giustizia incitava i sanculotti a insorgere contro « tutti gli scellerati che governano la cosiddetta Repubblica ».
Il 7 marzo, un manifesto apposto sulla rue Montmartre incitava all'insurrezione per « schiacciare tutti i nemici, assicurare le sussistenze e liberare i patrioti incarcerati ». Qualche ora dopo, quel manifesto veniva coperto da un altro che, a nome dei Cordiglieri, dichiarava Fabre d'Églantine, Desmoulins, Bourdon e Philippeaux nemici del popolo. Infine, l'8 marzo si era vista sui muri della Tesoreria nazionale la scritta « Crepi la Repubblica! Viva Luigi XVII! ».
Già il 6 marzo Barère, a nome del Comitato di salute pubblica, aveva denunciato alla Convenzione il diffondersi di scritti e parole che rappresentavano un attentato alla libertà del popolo francese e alla rappresentanza nazionale, un complesso d'intrighi ispirati, sostenne, dallo straniero. Occorreva che il pubblico accusatore del tribunale rivoluzionario si attivasse per scoprirne gli autori. A questo scopo, il 13 marzo Saint-Just presentò un decreto, approvato dalla Convenzione, nel quale veniva individuato come « traditore della patria » e « nemico del popolo » chiunque attentasse « direttamente o indirettamente » ai poteri della Convenzione e provocasse agitazioni allo scopo d'impedire il rifornimento alimentare di Parigi.

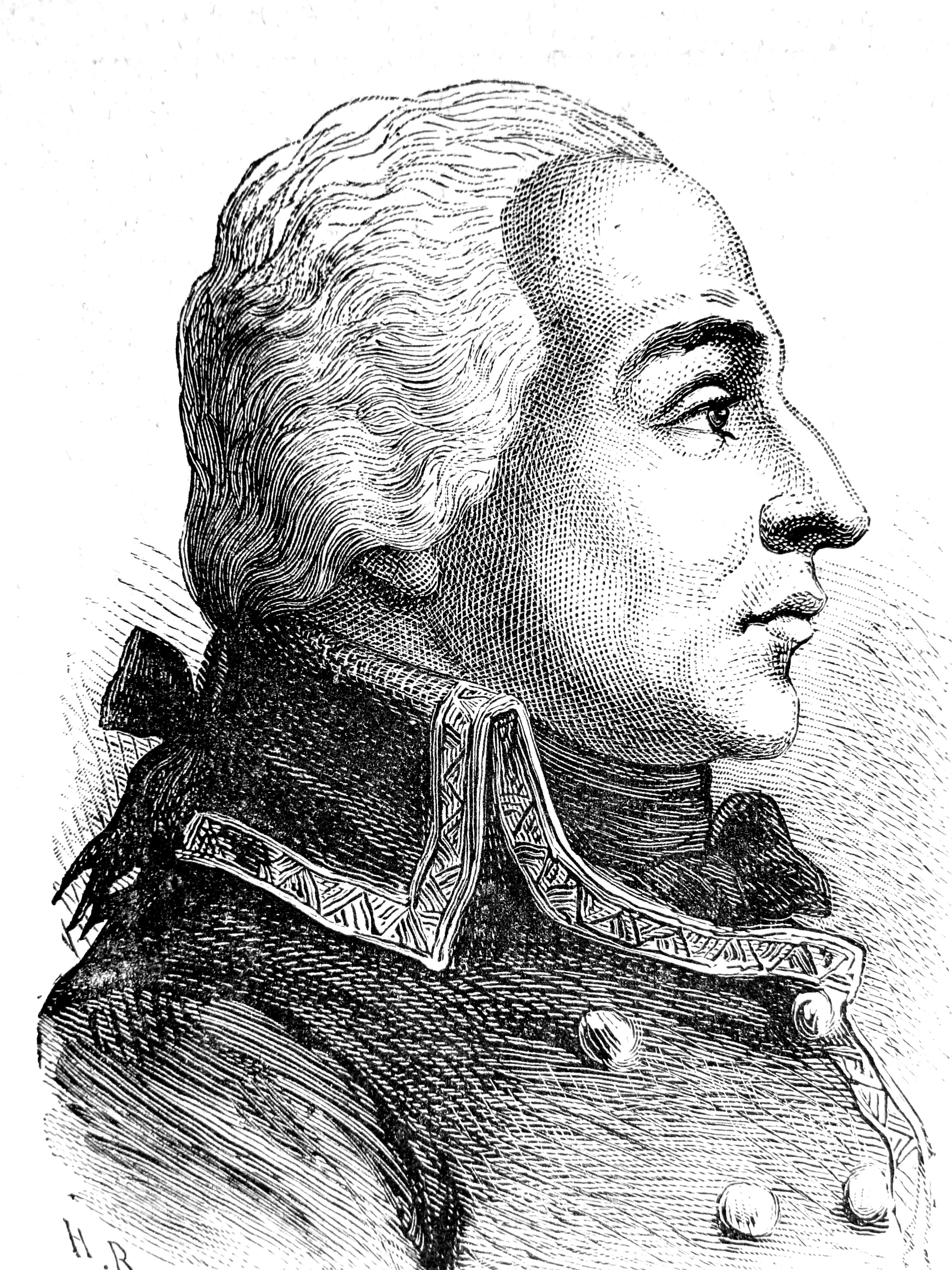
François Westermann

L'11 marzo era cominciata l'inchiesta, condotta dai giudici Herman, Deliège, Scellier, Subleyras, Denizot, Coffinhal, Bravet, Ardouin, Harny, Maire e Masson. Il testimone Pierre Berthault, della sezione Nord, dichiarò al giudice Ardouin di aver sentito dire che Hébert e altri si proponevano di « indebolire l'opinione su Robespierre e sul Comitato di salute pubblica ». Jean-Étienne Brochet ricordò al giudice Maire la seduta ai Cordiglieri nella quale Hébert lamentò che l'espulsione dal club dei Giacobini di Desmoulins era stata impedita da Robespierre. Il testimone affermò anche che la società dei Cordiglieri aveva sollecitato Hébert a rivelare i nomi dei traditori, cosa che egli aveva promesso di fare.
Il 13 marzo il generale Westermann dichiarò al giudice Harny che un generale di cui disse di non ricordare il nome - ma si trattava di Laumur - gli aveva confidato, pochi giorni dopo la famosa seduta cordigliera del 4 marzo, che presto ci sarebbe stata un'insurrezione che avrebbe portato al potere il sindaco Pache, ma già a febbraio si parlava di un'insurrezione che sarebbe stata provocata da truppe condotte segretamente a Parigi. Inoltre, una sezione della capitale aveva proposto una mozione - per altro respinta - per disfarsi di Robespierre e di Billaud-Varenne. Quanto agli attacchi portati da Hébert contro di lui, Westermann affermò di ritenerli insidiosi e provocatori.
Presa visione delle testimonianze, il pubblico accusatore Fouquier-Tinville ordinò l'arresto di Hébert, Vincent, Ronsin, Momoro, Ducroquet e Laumur, eseguito nella notte fra il 13 e il 14 marzo. Gli accusati furono rinchiusi nella prigione della Conciergerie.
Alle testimonianze inconsistenti fin lì raccolte, Billaud-Varenne aggiunse, parlando quella sera alla tribuna dei Giacobini, un piano progettato da un certo Jean-Antoine Armand, studente di medicina, e da Marie-Anne Latreille, moglie del generale Quétineau, detenuto all'Abbaye in quanto simpatizzante dei Vandeani. Armand e alcuni amici sarebbero dovuti penetrare all'Abbaye e alla Conciergerie. Dopo aver ucciso le guardie e liberato i prigionieri, avrebbero invaso e saccheggiato la Tesoreria, distribuendo il denaro al popolo per ingraziarselo. Poi si sarebbero impadroniti dell'Arsenale e avrebbero bombardato Parigi. Secondo Billaud-Varenne, i veri autori di questo piano assurdo erano invece Hébert, Vincent, Ronsin e Momoro: « erano solo degli apri-palchi, saliti ai primi palchi, questi uomini sono i cospiratori di oggi ».

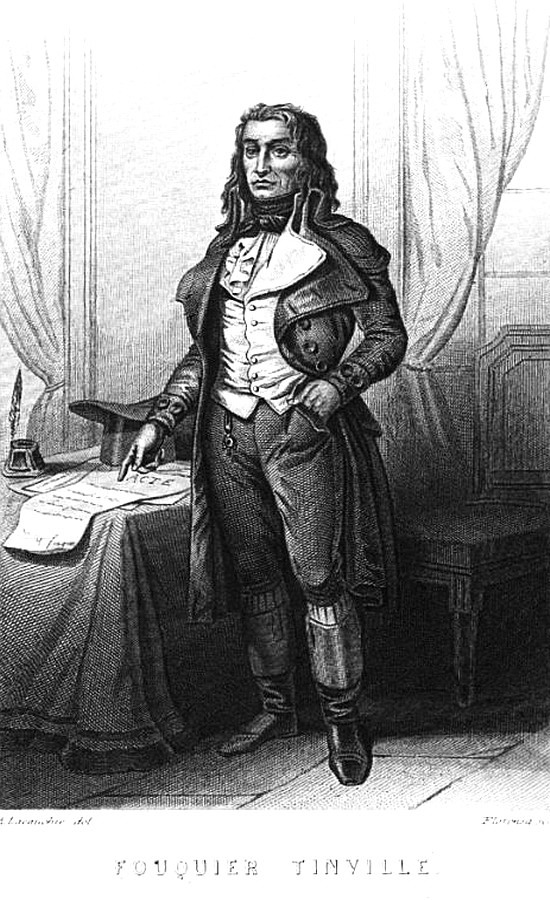
Fouquier-Tinville

Al club dei Cordiglieri erano tutti convinti che si trattasse di calunnie, ma in molte sezioni le opinioni si divisero, e nuove testimonianze dei presunti propositi insurrezionali degli accusati pervennero ai giudici istruttori, provocando l'arresto del banchiere Kock il 14 marzo, dei cordiglieri Ancart, Bourgeois, Laboureau e Mazuel il 16, di Leclerc il 17, giorno in cui fu ghigliottinato il generale Quétineau, di Armand e della vedova Marie-Anne Quétineau il 18. Laboureau era in realtà una spia del Tribunale, inserito tra gli imputati in carcere per riferire eventuali confidenze compromettenti. I loro incartamenti, insieme a quelli di Hébert, Vincent, Ronsin, Momoro, Ducroquet e Laumur, e a quelli dei già detenuti Cloots, Proly, Pereyra, Desfieux, Dubuisson e Descombes, furono trasmessi a Fouquier-Tinville, che il 20 marzo redasse l'atto di accusa.
I venti imputati furono accusati di « avere cospirato contro la libertà del popolo francese e la rappresentanza nazionale; di avere tentato di rovesciare il governo repubblicano per sostituirlo con un potere monarchico; di aver ordito il complotto di aprire le prigioni allo scopo di lasciare il popolo e la rappresentanza nazionale in balìa del furore degli scellerati detenuti; di aver concordato, nella stessa epoca, i mezzi e il fine di distruggere la rappresentanza nazionale, annientare il governo e abbandonare la Repubblica agli orrori della guerra civile e della schiavitù attraverso la diffamazione, la rivolta, la corruzione dei costumi, il rovesciamento dei principi sociali e la carestia che essi volevano introdurre a Parigi ».
I veri capi dell'« orribile cospirazione » - precisava Fouquier-Tinville - erano « il governo inglese e le potenze coalizzate » contro la Francia. Gli imputati erano i loro agenti, alcuni stranieri, come Cloots, Kock, Proly e Pereyra, gli altri, come Hébert, Vincent, Ronsin e Momoro, erano « usciti dal seno di qualche autorità, rivestita dalla fiducia del popolo che essi avevano usurpata ». Per formulare i suoi capi d'accusa Fouquier-Tinville non aveva utilizzato l'interrogatorio degli imputati, ai quali del resto il giudice Dumas si era limitato a chiedere, oltre alle generalità e al nome dell'avvocato difensore, se essi ammettevano di aver « cospirato contro la Repubblica ». Gli imputati avevano tutti negato ed Hébert, in particolare, aveva scelto per difensore Destournelles, ministro delle Contribuzioni.

### Il processo

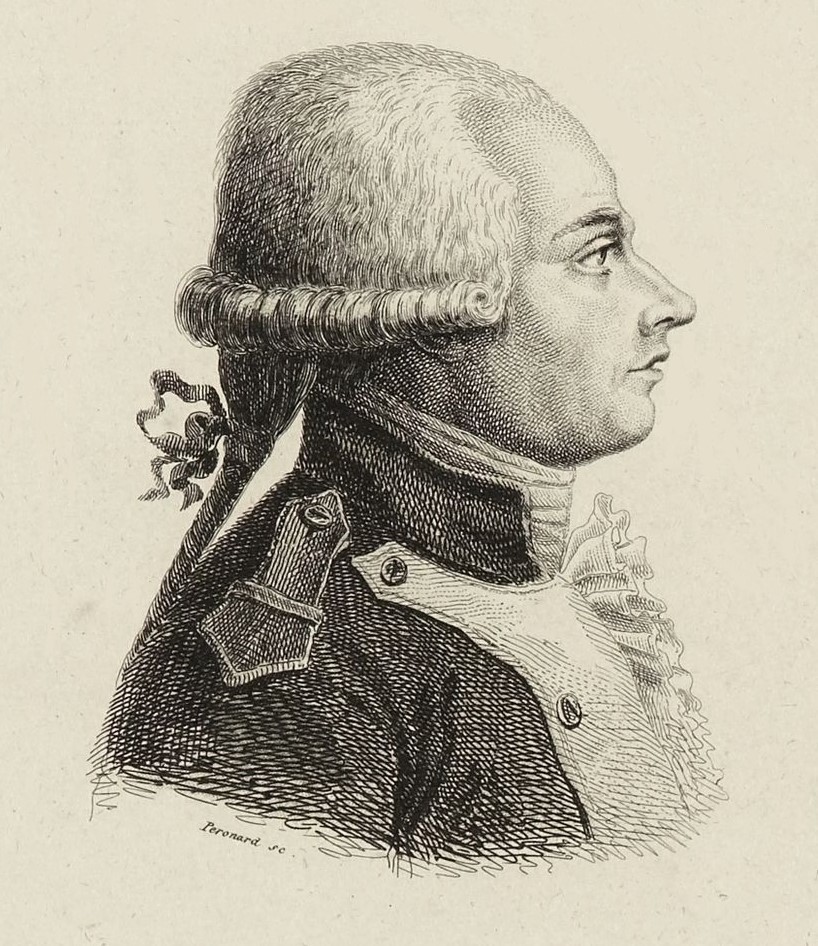
Antoine Momoro

Il processo si aprì il 21 marzo in un'aula del Palazzo di Giustizia, presente una grande folla. Presidente del Tribunale era Dumas, assistito dai giudici Foucault, Subleyras, Bravet e Masson. I tredici giurati erano Renaudin, competitore di Hébert al club giacobino, gli altri giacobini Gravier, Didier e Fauvetty, il dantonista e pittore Topino-Lebrun, Trey, Desboisseaux, Ganney, Gauthier, Trinchard, Laporte, Lumière e Leroy de Monflabert, un ex-nobile che ora si faceva chiamare Leroy Dix-Août. Tra gli imputati, Hébert era stato posto a sedere da solo davanti a tutti e appariva molto abbattuto, diversamente da Vincent, Ronsin e Momoro, che mantenevano la loro abituale « aria insolente ».
I testimoni chiamati a deporre erano quarantaquattro, tutti a carico. Dei quattro che deposero il primo giorno, soltanto Dufourny e il pittore Sambat accennarono a Hébert. Il primo dichiarò di essere stato denunciato da Hébert per aver sostenuto che le società popolari delle sezioni erano « nocive all'interesse pubblico », circostanza negata da Hébert, mentre il secondo dichiarò che Hébert si era lasciato andare in un manifesto a espressioni « indecenti » contro Danton per diffamarlo. Su questo punto il presidente non richiese la replica di Hébert. Del resto, nel suo opuscolo contro Desmoulins non vi era alcun riferimento a Danton.
Nella seconda udienza del 22 marzo vennero ascoltati diciotto testimoni. Laveaux, il giornalista che era stato allontanato dal Journal de la Montagne su pressioni di Hébert, lo accusò di essere al soldo delle potenze straniere e di denunciare i migliori patrioti, salvo tacere o sconfessare se stesso quando si trattava di giustificare le sue denunce. Hébert negò tutto e affermò di aver denunciato poche persone, sempre con le migliori intenzioni e di avere ritrattato quelle che aveva poi trovato infondate. La testimone Dubois, l'editrice della Lanterne magique di Hébert, ricordò l'affare delle camicie e dei materassi che egli avrebbe rubato a Boisset. Hébert rispose precisando di aver sottratto solo tre camicie, di averle impegnate e di aver restituito a Boisset il denaro ricevuto dal Monte di Pietà.
Il generale Westermann rivelò un suo colloquio col banchiere Kock, il quale gli confidò di non considerare Hébert un amico, ma solo un appartenente alla sua stessa sezione, ed essendo Hébert « cattivo e potente » - aggiunse Koch - « io lo tratto con riguardo ». Il banchiere confermò le parole del testimone. Westermann riferì inoltre che un impiegato dell'amministrazione militare gli aveva detto che il deputato Chabot, già accusato di corruzione, avrebbe dovuto ricevere denaro anche da Hébert, dalla moglie Marguerite Françoise o dalla suocera. Hébert negò tutto.
Il testimone Jean-Étienne Brochet riferì della seduta dei Cordiglieri del 4 marzo, affermando che Ronsin aveva proposto l'insurrezione e, poiché l'assemblea era rimasta piuttosto fredda, Hébert era intervenuto e « con un discorso contorto, parlò tanto a favore quanto contro l'insurrezione », e poi si oppose alla proposta di togliere il velo funebre dalla Dichiarazione dei diritti. A questa testimonianza, Hèbert rispose che il velo manifestava « il lutto dei patrioti per la carcerazione dei loro fratelli », e che prima di toglierlo sarebbe stato necessario avere una spiegazione con i Giacobini. A quel punto intervenne il pubblico accusatore - non si sa se si trattasse di Fouquier-Tinville o di un sostituto - per negare il patriottismo di Hébert, come dimostrava, a suo dire, la polemica avuta con Marat del quale « oggi, per ingannare il popolo, egli si presenta come successore ». Hébert ammise di essersi sbagliato, tempo prima, sul conto di Marat, come era successo « ad altri buoni patrioti », alludendo forse a Robespierre.

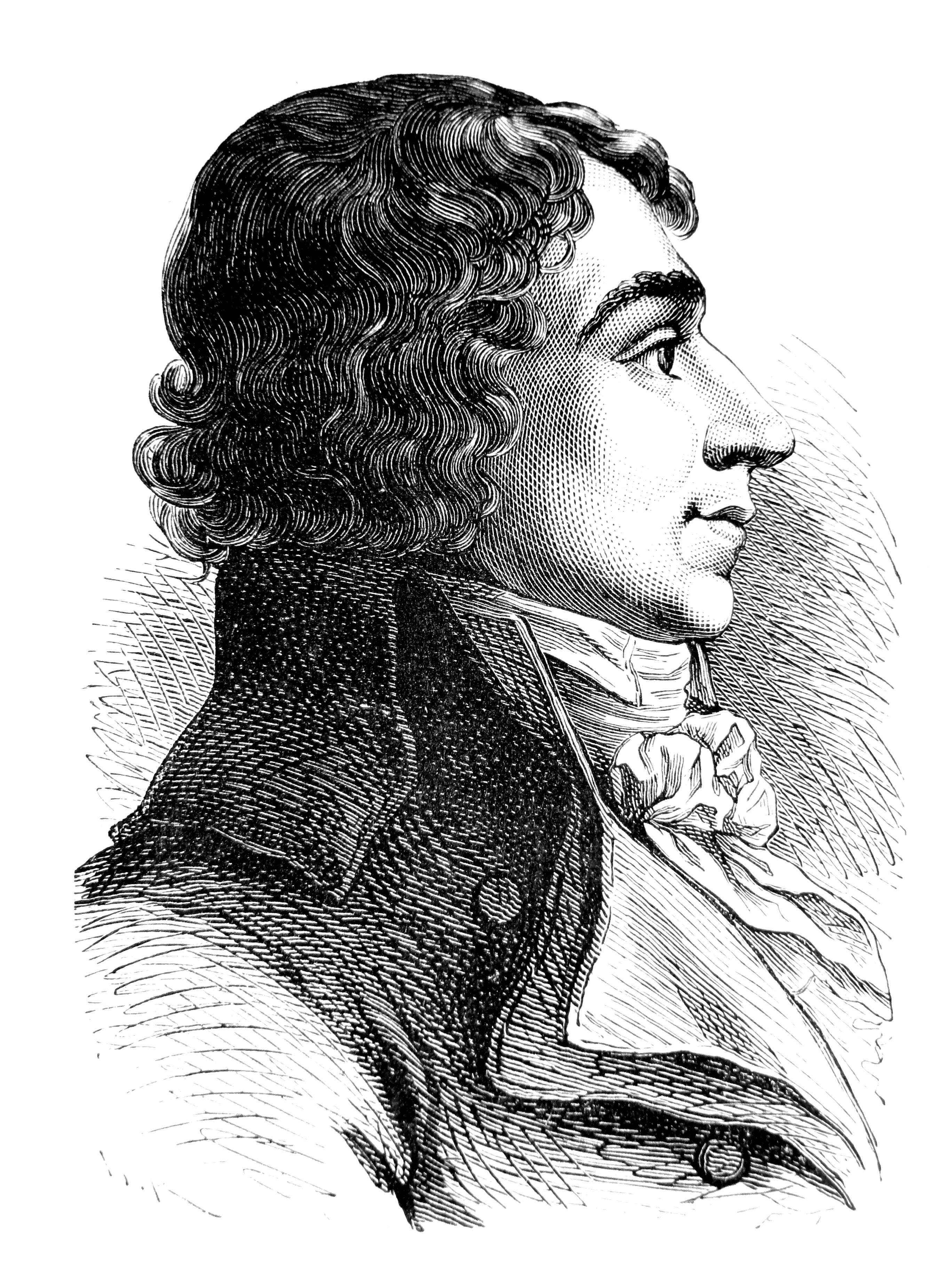
François Chabot

La sera, dopo l'udienza, nella sua cella Hébert scrisse una lettera a Fouquier-Tinville. È l'ultimo documento rimasto scritto di suo pugno. Chiese di ammettere al processo la testimonianza di Carrier che, era certo, lo avrebbe scagionato completamente. Affermava di non aver ancora trovato un solo fatto che lo coinvolgesse realmente nel presunto complotto e di stupirsi di essere stato accusato insieme con persone che conosceva appena. Quanto al suo giornale, gli elogi riservatigli delle sezioni popolari erano il miglior riconoscimento del bene che esso aveva prodotto. E concludeva: « Non sono sorpreso dalle persecuzioni che provo, è il destino dei veri patrioti. Se fosse però possibile che uno solo soccombesse ingiustamente, tutti gli altri dovranno tremare per se stessi. L'invidia cerca vittime ovunque, e nessuno è al riparo dai suoi dardi avvelenati ». La lettera non ebbe risposta.
Nell'udienza del 23 marzo furono ascoltati altri ventun testimoni. Pierre Guesdon, segretario generale del Comitato di salute pubblica, accusò Hébert di essersi mostrato favorevole alla Lotteria nazionale, gestita dallo Stato, e di essere stato contrario all'esistenza delle lotterie private. Hébert rispose rivendicando la sua posizione contraria a qualunque lotteria. Intervenne un giurato a chiedergli se avesse mai frequentato la casa di Chabot, implicato nello scandalo delle Compagnie delle Indie e detenuto in carcere da novembre. Hèbert, che aveva denunciato più volte gli affari dell'ex-cappuccino, ammise di essere stato a pranzo da Chabot, su suo invito.
Anche i testimoni Magnon e Guérin riferirono delle frequentazioni di Hébert e di sua moglie con Koch nella sua villa di Passy, che Hébert non negò. L'incisore Letrône riferì ancora della seduta dei Cordiglieri del 4 marzo, insinuando che Hébert, un « serpente », avesse attaccato Robespierre, circostanza negata dall'imputato. Payan, redattore dell'Anti-Féderaliste, dichiarò di aver sospettato che Hébert e Chaumette speculassero sulle sussistenze e riferì l'episodio di una cordiale stretta di mano tra Hébert e Barère, poche ore dopo che questi era stato attaccato dal Père Duchesne.
La pubblica accusa diede lettura di stralci del Père Duchesne che avrebbero dovuto provare il suo progetto di « disorganizzare tutte le autorità costituite e di mettere tutto a fuoco ». Hébert osservò che era facile diffamare un uomo estrapolando frasi « e perdendo di vista le circostanze nelle quali sono stati redatti gli scritti che gli vengono contestati », ricordando altresì che il suo giornale era allora approvato e finanziato dal governo. Tornando in carcere a udienza terminata, Ronsin ricordò a Hébert che sarebbe stato semplice rispondere citando Marat, che non scriveva cose diverse. D'altra parte, quello era un processo politico e ogni difesa era inutile. A Hébert che riteneva che la libertà fosse ormai perduta, obiettò che « la libertà non può essere distrutta; il partito che ora ci manda a morte vi andrà presto a sua volta ».

### Condanna ed esecuzione

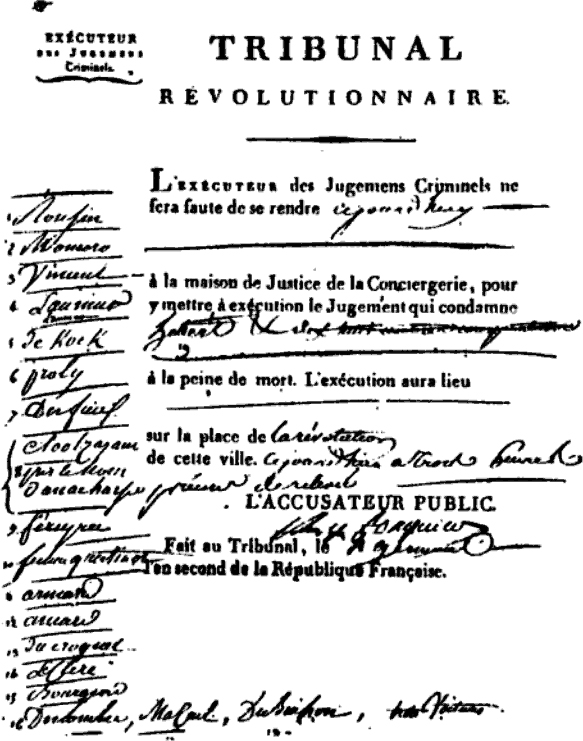
L'ordine di esecuzione

Nella sua cella, convinto dell'imminente condanna, Hèbert fu preda della disperazione, gridando e dibattendosi tutta la notte, oppresso dall'incubo della morte. S'addormentò solo all'alba per un sonno di poche ore, dal quale fu risvegliato per essere ricondotto all'udienza. Il Tribunale ascoltò un ultimo testimone che riferì del progetto di Armand e Quétineau, poi la giuria si ritirò per emettere il verdetto. A mezzogiorno tutti gli imputati, con l'eccezione di Laboureau, furono dichiarati colpevoli di aver cercato di « sciogliere la rappresentanza nazionale, assassinarne i membri e i patrioti, distruggere il governo repubblicano, impadronirsi della sovranità del popolo e dare un tiranno allo Stato ». Fouquier-Tinville chiese la pena di morte che fu confermata dai giudici. Si alzarono le proteste d'innocenza dei condannati, soffocate dalle grida del pubblico. Hébert, in silenzio, quasi esanime, fu portato via di peso dall'aula.
Alle quattro del pomeriggio tre carrette con diciotto condannati partirono dal cortile della Conciergerie. Fra loro non vi era Marie-Anne Quétineau, che aveva dichiarato di essere incinta. Avrà poi un aborto spontaneo e sarà ghigliottinata l'11 maggio. Dalle finestre delle case borghesi piovevano sputi sul corteo, mentre a fianco della carretta di Hébert due persone, incaricate da Desmoulins, sollevavano picche che inalberavano sulla cima l'immagine dei fornelli, un simbolo del Père Duchesne.
Un'enorme folla riempiva place de la Révolution, dov'era eretta la ghigliottina. Hébert vi fu trascinato per ultimo, ormai semicosciente. Dopo che fu posizionato con la testa nel collare per essere decapitato, la ghigliottina ebbe un guasto e vennero persi alcuni minuti per far sì che venisse aggiustata. In quel frangente, mentre attendeva la sua esecuzione, Hébert si lasciò andare ad un pianto dirotto. Il suo cadavere, con quello dei suoi compagni, venne gettato in una fossa comune del Cimitero degli Errancis, poi dismesso. Da tempo sui suoi resti sorgono le case della ricca borghesia parigina.

## Discendenza
La sua unica figlia, Scipion-Virginie Hébert, nacque a Parigi il 7 febbraio 1793 e venne battezzata lo stesso giorno. Fu chiamata Virginie in onore della repubblica americana della Virginia, e Scipion degli statisti dell'antica Roma repubblicana ornati con molte virtù civiche, gli Scipioni. Rimasta orfana, fu affidata allo zio materno, Jacques Goupil, un ufficiale invalido, e dal 12 marzo 1795 fu cresciuta dal tipografo protestante ugonotto Jacques-Christophe Marquet, un vecchio socio del padre, che la educò con l'obiettivo di farla diventare maestra di scuola. Il 9 dicembre 1809, davanti al pastore Jacques Antoine Rabaut-Pommier, si sposò a Parigi con Frédéric Léon Louis Née (1784-1856), figlio del pastore protestante di Orléans, che fu nominato l'anno dopo pastore di Marsauceux, alle porte di Dreux. Ebbe sei figli: Jacques Emile (1810-1811), Paul Emile Frédéric (1812-1829), Frédéric Auguste (1814-1877), Philippe Auguste (1816-1817), Virginie (nata e morta nel 1821) e Timothée (1824-1843). Totalmente estranea alla politica, salutò con grande entusiasmo il ritorno dei Borboni sul trono. Molto impegnata nella fede protestante, proprio come il marito e il cognato, il pastore Colani-Née di Lemé, divenne una figura di spicco del pré-Réveil. Nel 1824, accettò di diventare vicepresidente della società biblica ausiliaria di Marsauceux, un gruppo di donne che fu il primo in Francia a distribuire Bibbie alle coppie appena sposate. Morì da insegnante assistente a Parigi l'11 luglio 1830, all'età di 37 anni.

## Cultura di massa
Jacques-René Hébert è stato interpretato da Georges Corraface nella miniserie televisiva La rivoluzione francese (1989).

## Opere

### Scritti vari
- La Lanterne magique, ou Fléaux des aristocrates, Berne [ma Parigi], [Dubois], 1790
- Vie privée de l'abbé Maury, Paris, J. Grand, 1790
- Suite de la Vie privée de l'abbé Maury, Paris, Chez les marchands de nouveautés, 1790
- J.-R. Hébert, auteur du Père Duschene, à ses concitoyens, [Paris], Imprimerie de la rue Neuve-de-l'Égalité, 1793
- J.-R. Hébert, auteur du Pére Duchesne, à Camille Desmoulins et compagnie, Paris, Imprimerie de la rue Neuve-de-l'Égalité, 1794
- Réponse de J.-R. Hébert, auteur du Pére Duchesne, à une atroce calomnie, [s. i.], 1794

### Periodici e giornali
- Petit Carême de l'Abbé Maury, ou Sermons prêchés à l'Assembée des enragés, 10 numeri non datati di 16 pp. in-8°, pubblicati dal 21 febbraio al 4 aprile 1790, Paris, Laurens Jr [nn. 1-5], Grand [nn. 6-10]
- Le Chien et le Chat, 4 numeri (il terzo col titolo Le Gardien des Capucins, ou L'Apôtre de la Liberté) non datati e pubblicati da aprile a maggio 1790, Paris, Tremblay
- Suite du Petit Carême de l'Abbé Maury, 7 numeri non datati di 16 pp. in-8°, 1791
- Journal du soir, sans réflexions, ca 700 numeri di 4 pp. in-4° pubblicati dall'aprile 1791 al marzo 1793
- Le Père Duchesne, 48 pubblicazioni non numerate e senza data, settembre-dicembre 1790
- Le Père Duchesne, n. 1 - n. 103, senza data, 1791
- Le Père Duchesne, n. 104 - n. 204, senza data, 1792
- Le Père Duchesne, n. 205 - n. 330, senza data, 1793
- Le Père Duchesne, n. 331 - n. 345, senza data, 1794